# Kloster Alcobaça

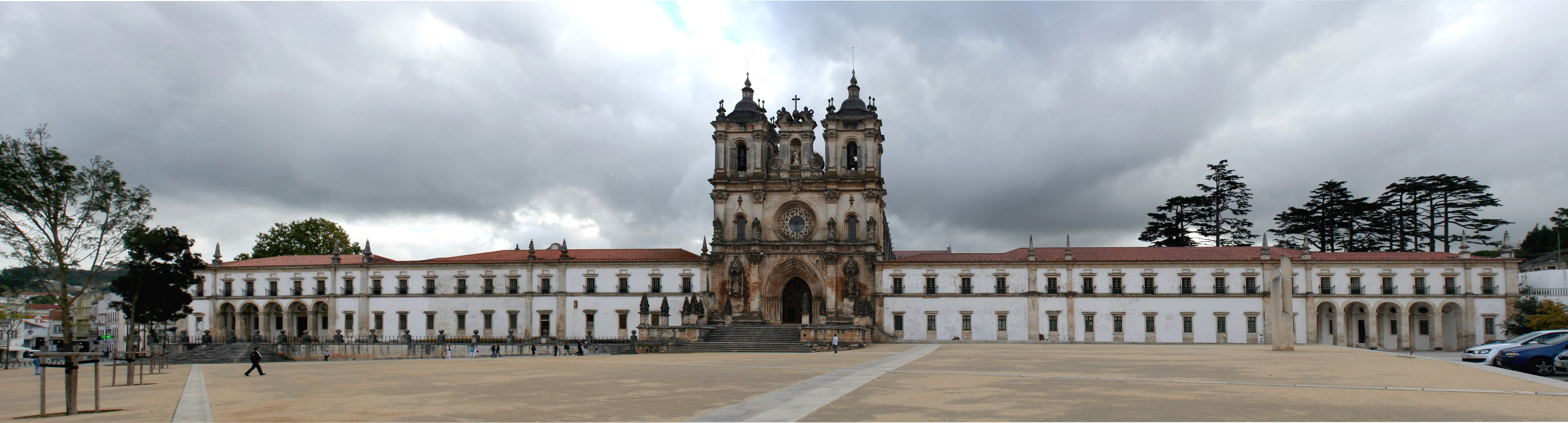
Kloster Hauptfront

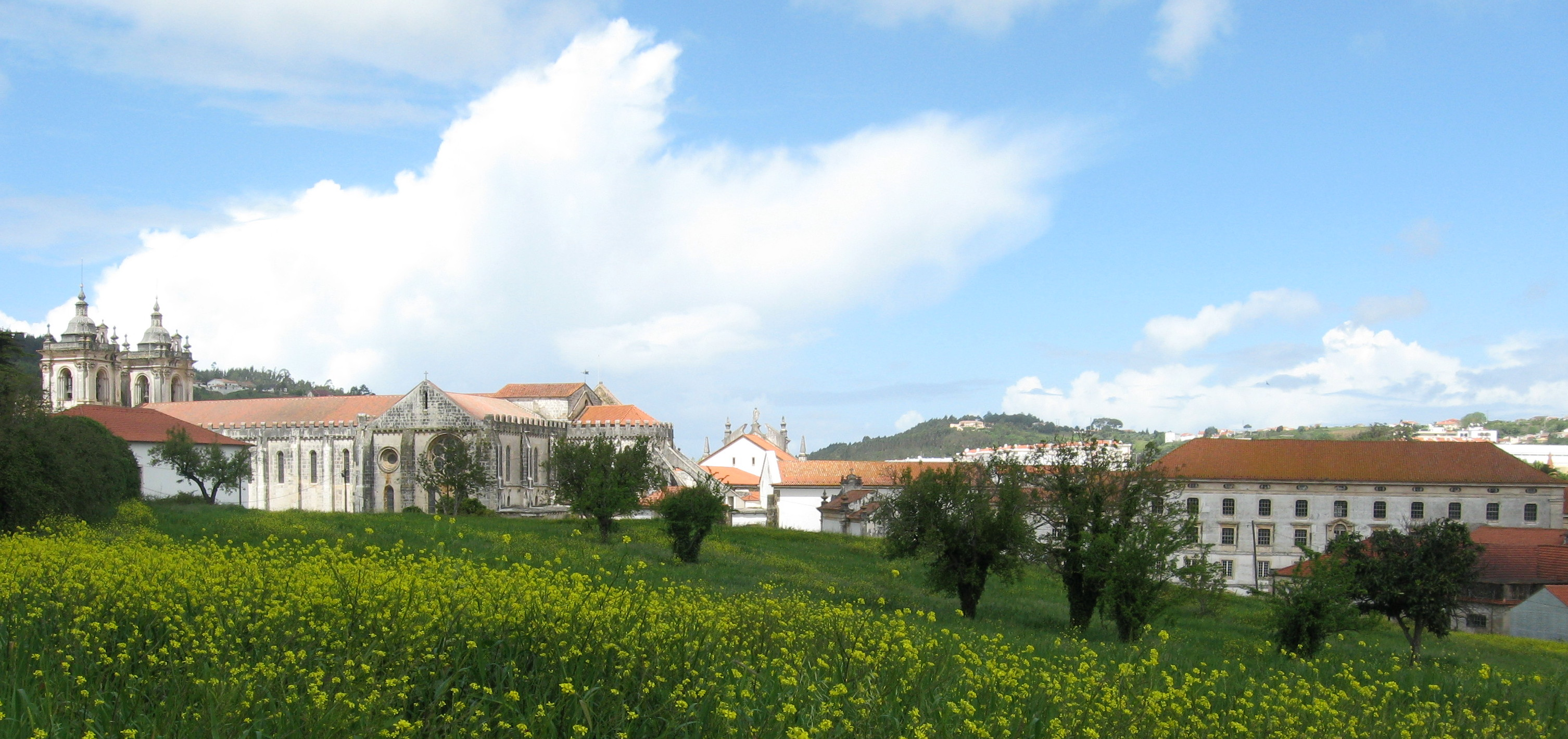
Kloster Südseite mit Bibliothek

Das ehemalige Zisterzienserkloster der Heiligen Maria von Alcobaça, O Mosteiro de Santa Maria de Alcobaça, oder auch Die königliche Abtei von Alcobaça, A Real Abadia de Alcobaça, Weltkulturerbe seit 1989, ist eine der größten Klosteranlagen Portugals mit der auch heute noch größten Kirche des Landes. Sie liegt in der gleichnamigen Stadt Alcobaça in der historischen Provinz Estremadura, etwa 100 km nördlich von Lissabon. Über viele Jahrhunderte galt die mit einem eigenen Herrschaftsgebiet beliehene Abtei als geistliches Zentrum des Landes, und sein Abt gehörte zu den wichtigsten Ratgebern des Königs. Sie wurde 1153 vom ersten portugiesischen König Afonso I. Henriques gestiftet. Der Sage nach hatte Afonso Henriques der Gottesmutter Maria gelobt, ihr ein Kloster zu stiften, falls es ihm bei seinem Befreiungskampf gegen die Mauren (Reconquista) gelinge, deren bedeutende Festung Santarém einzunehmen. Dies gelang ihm im Jahre 1147, so dass er, um sein Versprechen zu erfüllen, das Gebiet von Alcobaça dem Zisterzienserabt Bernhard von Clairvaux schenkte, was tatsächlich urkundlich im Jahre 1153 erfolgte. Im Königssaal des Klosters ist diese Geschichte auf blauen Wandfliesen (Azulejos) aus dem 18. Jahrhundert nacherzählt. 25 Jahre nach der Stiftung wurde 1178 mit dem Bau des Klosters durch die Zisterzienser begonnen und eines der reichsten und mächtigsten Klöster dieses Ordens geschaffen. Das Kloster, 1833 von den Mönchen aufgegeben, ist heute eine der attraktivsten historischen Sehenswürdigkeiten Portugals mit über 250.000 Besuchern im Jahr.

## Geschichtlicher Hintergrund

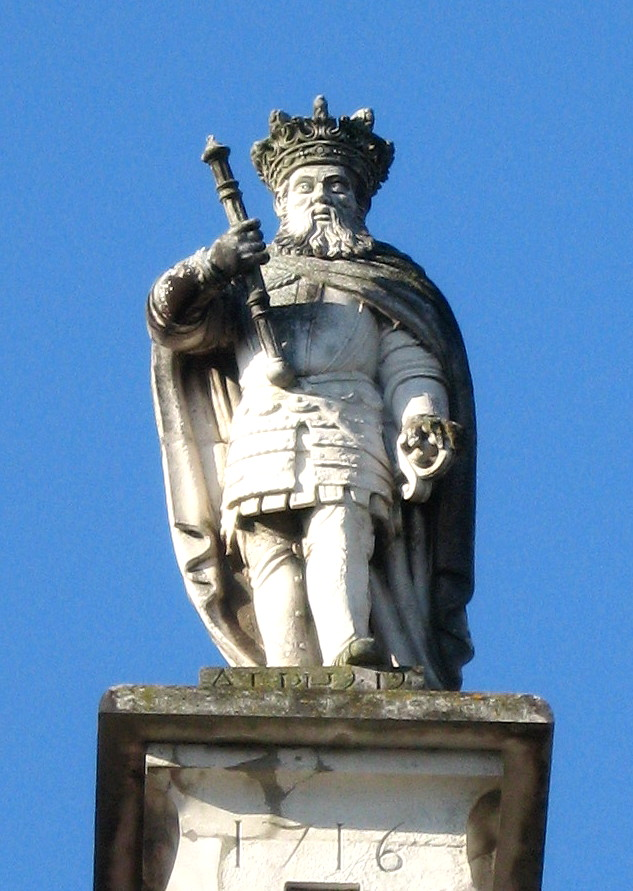
Afonso I Henriques, Statue 1716, Fassade Dormitorium

Die Gründung des Klosters von Alcobaça steht in einem engen Zusammenhang mit der Gründungsgeschichte des Staates Portugals und die Geschichte der Abtei spiegelt nicht weniger diejenige des Staates wider.

### Portugals Geburt
Afonso Henriques, geboren 1108, beteiligte sich schon in jungen Jahren als Graf von Portugalia an der Reconquista. Mit zwölf Jahren schlug er sich selbst zum Ritter und rüstete eine kleine Armee aus, mit der er von seiner portugiesischen Grafschaft im Norden (Guimarães) sehr erfolgreich nach Süden vordrang. 1131 verlegte er bereits seine Residenz nach Coimbra und brachte 1139 in der Schlacht von Ourique den Mauren eine große Niederlage bei. Hierauf krönte er sich selbst zum König von Portugal und entband sich damit von der Oberhoheit von Alfonso VII., dem König von Kastilien. Das führte zu Auseinandersetzungen zwischen Portugal und Kastilien. Unter Einschaltung eines päpstlichen Legaten erkannte im Jahre 1143 Alfonso von Kastilien die Unabhängigkeit Portugals an.

### Päpstliche Anerkennung
Noch wichtiger aber musste Afonso Henriques die formelle Anerkennung seines Königtums durch den Papst sein, zu dessen Herbeiführung er sich der Unterstützung von Bernhard von Clairvaux bedient haben soll. Dieser war als Abt und Gründer der Zisterzienser-Abtei von Clairvaux einer der einflussreichsten Kirchenmänner seiner Zeit, im Jahre 1145 bestieg mit Eugen III. erstmals ein Zisterzienser den Papststuhl. Im Jahre 1144 hatte Afonso Henriques den Zisterziensern bereits Kloster Tarouca in Nordportugal überlassen. Nachdem er im Jahre 1147 mit der Befreiung von Santarém, Lissabon, Sintra, Almada und Palmela große Gebietsgewinne erzielt hatte, drängte die päpstliche Anerkennung umso mehr, die im Jahre 1153 noch zu Lebzeiten von Bernhard von Clairvaux – es war die letzte Klostergründung, die er vor seinem Tod verfügte – und des Papstes Eugen III. durch die Schenkung von Alcobaça Auftrieb erhalten sollte. Es handelte sich dabei um ein Gebiet von knapp 500 km², das etwa dem heutigen gleichnamigen Landkreis und dem von ihm an der Atlantikküste eingeschlossenen Landkreis Nazaré sowie einem Teil des Landkreises Caldas da Rainha entsprach und zwischen dem 613 Meter hohen Gebirge Serra de Candeeiros und der Atlantikküste liegt. Die Anerkennung erfolgte aber erst im Jahre 1179 durch eine Bulle des Papstes Alexander III. Im Königssaal des Klosters (s. u.) ist in einer aus dem 18. Jahrhundert stammenden Gruppe aus lebensgroßen Tonfiguren die imaginäre Krönung von Afonso Henriques durch Bernhard von Clairvaux und Papst Innozenz II. (1130–1143) dargestellt.

### Besiedlungspolitik
Abgesehen von diesem besonderen Anlass entsprach die Überlassung von Teilen des von den Mauren infolge der Reconquista erzielten Gebietsgewinns an Klöster auch einer allgemeinen Besiedlungspolitik, um das besetzte Land zu befrieden und die neuen Untertanen zuverlässig zu bekehren. So wurden auf den Spuren des Befreiungskampfes von Afonso Henriques 1127 Vimieiro an Cluny und 1128 Soure den Templern geschenkt, 1131 das Kloster Santa Cruz in Coimbra gegründet, den Templern 1159 Tomar und 1169 schließlich ein Drittel des im Alentejo eroberten Landes überlassen; 1172 erhielt der Orden von Santiago das Kastell Arruda bei Évora.

## Geschichte des Klosters

### Mittelalterliches Kloster

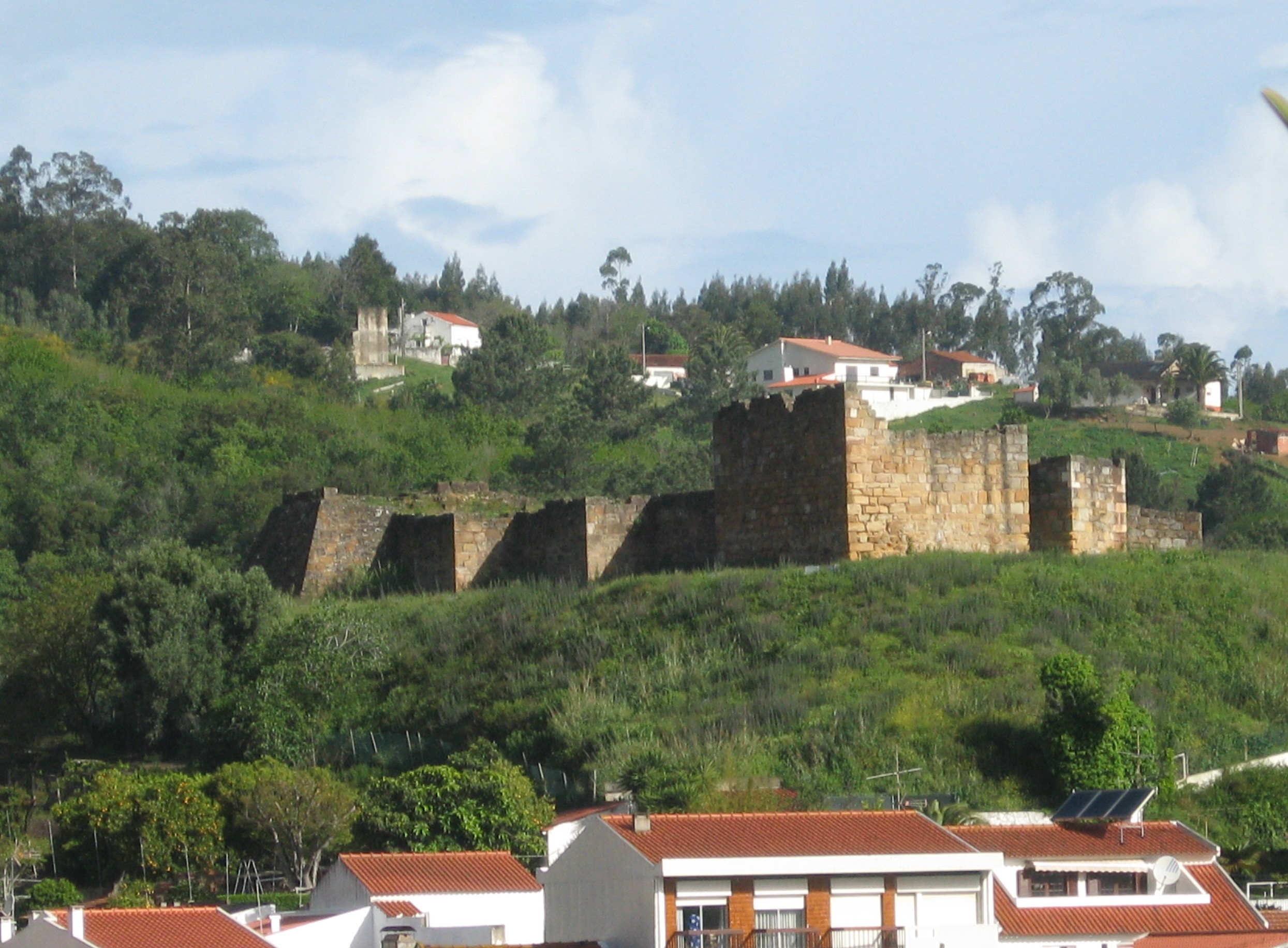
Ruinen des Kastells

Die Zisterzienser nahmen mit zwölf Mönchen und einem Abt, entsprechend der Ordensregel über die Mindestgröße einer Abtei, von dem Stiftungsland alsbald Besitz und errichteten nur wenige hundert Meter von dem heutigen Kloster entfernt die provisorische Abtei Santa Maria a Velha am Ufer des Flusses Alcoa, von der heute noch die Kirche Nossa Senhora da Conceição (Maria Empfängnis) zeugt. Als 1178 mit dem Bau der Kirche und den ersten Klosteranlagen begonnen wurde, war das Gebiet noch keineswegs befriedet, und Maureneinfälle verzögerten immer wieder den Baufortschritt. Bei dem Massaker von 1195, als in Pederneira (heute Nazaré) landende Muselmanen aus Marokko das im Aufbau befindliche Kloster überfielen, wurden alle dort arbeitenden 95 Mönche umgebracht. Schutz fanden die Mönche vor allem in einer unmittelbar benachbarten Festung, dem Castelo von Alcobaça, einer alten Maurenburg, nach anderer Meinung auch schon wisigotischen Ursprungs (der West-Goten), die Afonso Henriques und sein Nachfolger Sancho I. hatten wiederherstellen lassen. Von dem Castelo sind heute noch die Außenmauern erhalten. Mit Hilfe des Abtes der Zisterzienserabtei Oseira im damals kastilischen Galicien, Don Fernando Yáñez, wurde das durch den Überfall stark dezimierte Kloster Alcobaça wiederbelebt. Am 6. August 1223 verließen die Mönche die alte Abtei und bezogen das neue Kloster. Das Grab des 1223 verstorbenen dritten Königs von Portugal, Afonso II., wurde 1224 bereits in der neuen Kirche aufgenommen, die selbst aber erst 1240 im Wesentlichen vollendet und 1252 geweiht wurde.

### Coutos de Alcobaça
Hauptartikel: Coutos de Alcobaça

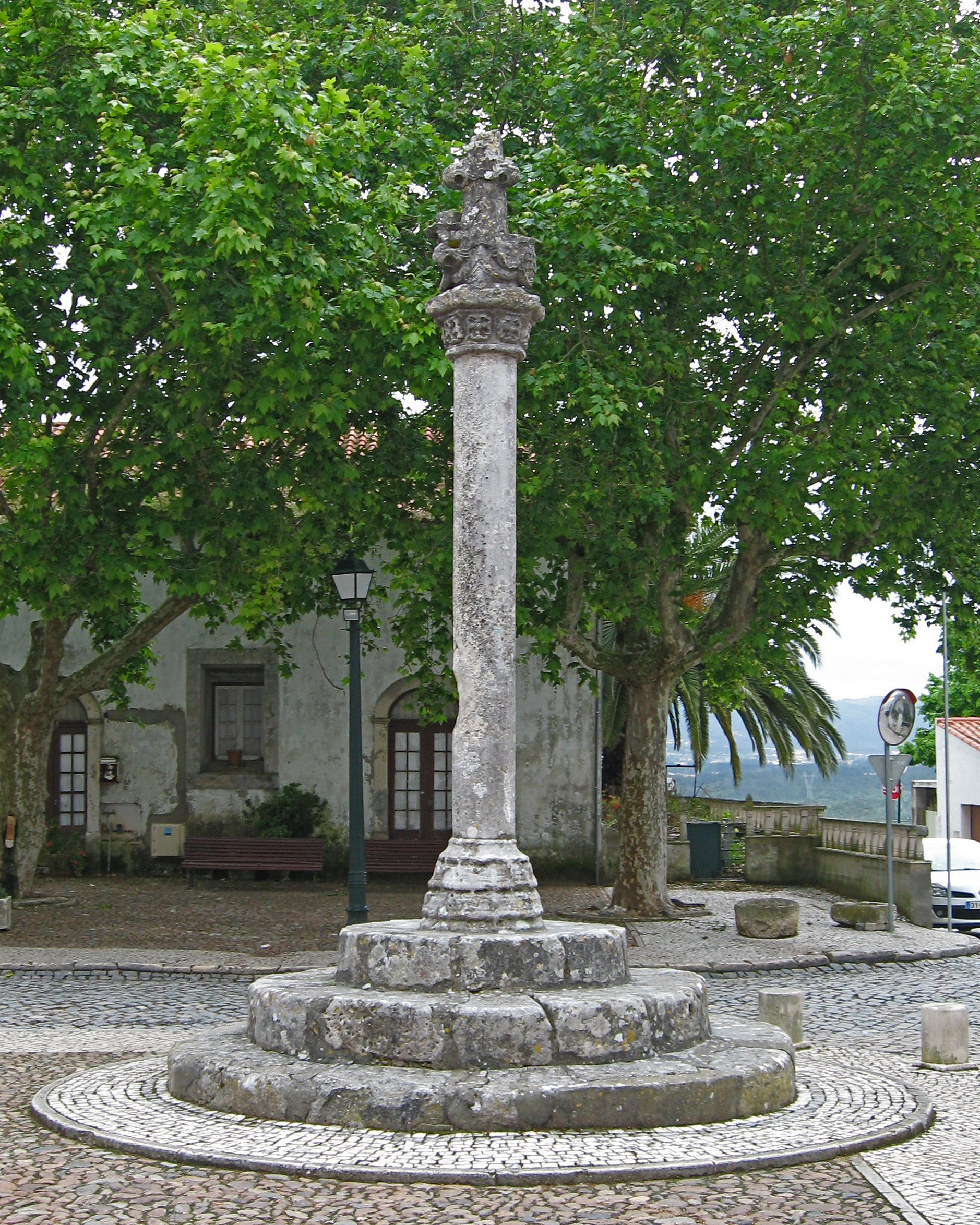
Schandpfahl in Aljubarrota 1514

Der den Zisterziensern überlassene Landstrich, der im maurischen Grenzgebiet lag, war wegen der kriegerischen Auseinandersetzungen vermutlich landwirtschaftlich kaum genutzt. Die Mönche begannen sogleich mit seiner Besiedlung durch die Einrichtung von Meierhöfen, nie weiter als einen Tagesmarsch vom Kloster entfernt, in der Form von coutos (lat. cautum: für Sicherheit), eine Art von Gemeindegründungen unter klösterlicher Anleitung und Aufsicht. Die dortigen Siedler erhielten nach ein paar Jahren eigene Nutzungsrechte und mussten der Abtei Abgaben entrichten. Die ersten Gründungen, wie die von Aljubarrota, erfolgten bereits ab 1164/1167, die letzten noch im 15. Jahrhundert. Von diesen Meierhöfen ist als einziger noch die Quinta do Campo auf dem Gebiet der schon zum Landkreis Nazaré gehörenden Gemeinde Valado dos Frades in seiner Grundstruktur erhalten. Der Hof ist bereits im 13. Jahrhundert nachgewiesen, vermutlich aus dem 12. Jahrhundert stammend und bei Trockenlegung der dortigen Sümpfe entstanden. Ab dem 14. Jahrhundert betrieben die Mönche dort eine Schule für Land- und Wasserwirtschaft. Die Anlage dient heute touristischen Zwecken. Die meisten Ortschaften in den heutigen Landkreisen Alcobaça und Nazaré gehen auf solche Ansiedlungen zurück, wovon die jeweils als Erstes errichteten Kirchen und Kapellen sowie die die eigene Gerichtsbarkeit der Abtei verkündenden Schandpfähle, Pelourinhos genannt (Arme-Sünder-Säulen), zeugen. Der Abt von Alcobaça erhielt das königliche Privileg, dass seine Urteile der königlichen Revision entzogen waren, so dass auch manche Flüchtlinge dort Schutz selbst vor dem König fanden, anfangs auch mancher dort angesiedelte Straftäter. Die Mönche kultivierten und besiedelten auf diese Weise zügig das Land und verfügten bald in Form der Coutos de Alcobaça über eine selbständige geistliche und weltliche Herrschaft. Schon im 13. Jahrhundert besaß das Kloster zwei Häfen (Alfeizerão/São Martinho do Porto und Pederneira, heute ein Teil Nazarés) von denen aus sie auch Fischfang betrieben. Dort verschifften sie bereits zu dieser Zeit Wein und Salz, das sie in den Salinen einer damals sich von Pederneira (Nazaré) bis wenige Kilometer vor Alcobaça erstreckenden Lagune gewannen, später kamen Oliven und hieraus erzeugtes Öl, Nüsse, Trockenobst sowie Holz dazu. 1368 und 1374 wurde durch eine Schenkung von König Fernando I. die Herrschaft der Abtei um Gebiete bei Paredes da Vitória und Pataias erweitert. Der klösterlichen Herrschaft unterstanden schließlich 19 Ortschaften, von denen 13 zu Städten (vilas) wurden, wie Aljubarrota (1164/1167), Alvorninha (1210), Pederneira (1236/1238), São Martinho do Porto (1257), Paredes da Vitória (1282), Évora de Alcobaça (1285), Cela Nova (1286), Salir de Matos (wahrscheinlich 13. Jahrhundert), Cós (1301), Maiorga (1303), Santa Catarina (1307), Turquel (1314), und Alfeizerão (1332, das aber schon zur maurischen Zeit existierte). Noch heute prägt diese Siedlungsstruktur den Landkreis Alcobaça, wo die meisten Gemeinden, wie Alcobaça selbst, überwiegend zwischen 3000 und 6000 Einwohner aufweisen. Wegen der Erfahrung der Mönche bedienten sich die Könige deren Hilfe auch in anderen Landesteilen, wie z. B. bei der Trockenlegung von Sümpfen, wo die Abtei mit Gütern belehnt wurde.

### Machtzuwachs
Der wirtschaftliche Erfolg sorgte für beachtlichen Zuzug, weswegen die klösterlichen Anlagen ständig erweitert wurden. So wurde der heute als mittelalterlich geltende unmittelbar nördlich der Kirche gelegene Teil ausgebaut. Wie neuere Ausgrabungen vor der Jahrhundertwende nahelegen, wurde wahrscheinlich schon im 14. Jahrhundert auf der Südseite der Kirche mit der Errichtung weiterer Gebäude, vermutlich eines zusätzlichen Kreuzgangs, samt ihn umschließenden Anlagen, begonnen, wovon der heutige Südflügel des Klosters ein Teil war. Bislang hatte man angenommen, dass dieser Flügel erst im 18. Jahrhundert hinzugefügt worden sei, als die gesamte Westfront der Klosteranlage mit einer barocken Fassade versehen wurde.
Bis zu Beginn des 15. Jahrhunderts entwickelten die Mönche eine große Aktivität, kultivierten das Land und bauten die Landwirtschaft auf und aus, betrieben die Fischerei, gewannen Salz und Eisen, entwickelten die Schmiedekunst, förderten das Handwerk und bildeten die Siedler aus. 1269 gründeten sie eine der ersten öffentlichen Schulen des Abendlandes, aus deren Verlagerung nach Coimbra im Jahre 1290 die Universität Coimbra hervorging. Die zum Kloster gehörenden Gemeinden florierten so gut, dass auch in der Abtei Alcobaça manches Wohlleben die strengen Zisterzienser-Regeln zu verdrängen begann, einer Entwicklung, denen viele Klöster erlagen. Deswegen ordnete Papst Benedikt XII. 1335 eine Reform der Zisterzienserorden an. Dies nutzte König Afonso IV. (1291–1357), um die Macht der Abtei zu beschneiden. und unterstellte eine Großzahl der zu Alcobaça gehörenden Städte seiner Herrschaft mit der Begründung, die Stiftungsurkunde von König Afonso Henriques umfasse nicht die Städte. In seinem Sohn Pedro I. (1357–1367), dessen Grabmal zusammen mit dem seiner Geliebten Inês de Castro im Querhaus der Kirche von Alcobaça aufgestellt ist (vgl.u.), erwuchs der Abtei jedoch wieder ein großer Gönner, der deren Rechte an den konfiszierten Städten wiederherstellte, mit Ausnahme der obersten königlichen Gerichtsbarkeit, die er behielt.

### Stellung des Abtes im Staat
Der Abt von Alcobaça war geborenes Mitglied der Cortes, der Versammlung der portugiesischen Stände, erster Seelsorger des Königs und stand im Rang den Bischöfen nicht nach, denen er wegen seiner eigenen Gebietsherrschaft an Bedeutung indes überlegen war. So wurde er zu einer der wichtigsten Personen des Königreichs und trug den Titel: Dom Abade do Real Mosteiro de Alcobaça, do Conselho de Sua Majestade seu Esmoler-mor, Donatário da Coroa, Senhor dos Coutos e Fronteiro-mor (Herr und Abt des Königlichen Klosters von Alcobaça, des Rates seiner Majestät und sein oberster Diakon, Lehnsherr der Krone, Herr über die Coutos und oberster Statthalter der Grenzmark). Er übte weiterhin die eigene Gerichtsbarkeit aus, beschränkt durch königliche Vorrechte, wie etwa Todesurteile zu verhängen. Sie erstreckte sich über den eigenen Bereich der Coutos de Alcobaça hinaus auf Porto de Mós und weit in den Süden (Ota) und Osten (Beringel bei Beja). Für ihr Gebiet war die Abtei von der Pflicht befreit, für Heer und Marine Truppen zu stellen. Dom João I. (1385–1433), Begründer des Hauses Avis, der zweiten portugiesischen Königslinie, selbst als Großmeister des Ritterordens von Avis Mitglied des Zisterzienserordens (nachdem er als König berufen worden war, wurde er vom Papst zur Sicherung des Fortbestands der neuen Dynastie von seinen Gelübden befreit und hinterließ neun eheliche Kinder, darunter mit Heinrich dem Seefahrer einen der bedeutendsten Portugiesen, und drei nicht-eheliche Kinder), überschüttete das Kloster mit seiner Gunst und stellte überall dessen Macht wieder her, wo seine Vorgänger versucht hatten, sie zu beschneiden. Dennoch erklärte er 1427 vor den Cortes ausdrücklich, dass er die Abtei von Alcobaça als königliches Besitztum beanspruche.

### Unter Königsmacht
Angesichts des Reichtums und dieser Machtfülle entfernten sich die Mönche von der strengen Lehre ihrer Gründer erneut. 1475 trat der Abt Nicolau Vieira gegen Gewährung einer Jahresrente von 150.000 Réis seine Rechte an den Erzbischof von Lissabon, den späteren Kurienkardinal Jorge da Costa, heimlich ab. Die Mönche erfuhren erst davon, als eine Delegation des Erzbischofs von seinen neuen Rechten Besitz ergriff. Angesichts seines Einflusses in Rom verliefen die Beschwerden der Mönche beim Papst im Sande, zumal der Erzbischof das Kloster sogleich an Rom Tribut leisten ließ. Das Kloster, deren Generalversammlung ihre Äbte stets selbst gewählt hatte, gelangte so unter den Einfluss der (vom König eingesetzten) Kommandantur-Äbte.
Ende des 15. Jahrhunderts führte die Schwäche des Klosters dazu, dass viele der Abtei unterstehenden Ortschaften die Selbstverwaltung erhielten. Hierdurch ging die Anzahl der Laienbrüder entscheidend zurück. und die unmittelbare Landherrschaft und damit einhergehend die eigene Landwirtschaft beschränkte sich nur noch auf wenige klosternahe Gebiete. 1531 wurde Afonso de Portugal (1509–1540), der vierte Sohn des Königs Manuel I. (1469–1521) und Bruder des späteren Königs João III. (1502–1557), Abt von Alcobaça, er war zugleich Bischof von Lissabon und Kardinal. Nach dessen Tode setzte König João III. seinen anderen Bruder Henrique (1512–1580) zum Abt ein, der ebenfalls Erzbischof von Lissabon sowie Generalinquisitor Portugals war und später zum Kardinal ernannt wurde. Zwei Jahre vor seinem Tode wurde er als Henrique I. schließlich König von Portugal (der letzte des Hauses Avis wie auch der letzte König vor dem vorübergehenden Verlust von Portugals Selbständigkeit an Spanien), weswegen man ihn auch den „Kardinalkönig“ hieß. Er hatte das Land schon einmal von 1557 bis 1568 für seinen minderjährigen Großneffen Sebastião I. regiert. Diese immer engere Verknüpfung mit dem portugiesischen Königshaus – es hatte mehr als 50 Jahre lang den Abt gestellt – führte dazu, dass, nach anfänglichen innerkirchlichen Auseinandersetzungen über eine Abspaltung von Clairvaux 1567 Papst Pius V. in einer Bulle die Unabhängigkeit der portugiesischen Zisterzienser von dem Orden der Zisterzienser verfügte.

### Autonome Kongregation der Zisterzienser
Die hieraus hervorgegangene Autonome Kongregation der Zisterzienser des Heiligen Bernhards von Alcobaça wurde das Haupt der portugiesischen Zisterzienserklöster, und der Abt nahm den Titel eines Generalabtes der Kongregation an. Seiner Jurisdiktion unterstanden auch der Ritterorden von Avis sowie der Christusorden, der Nachfolger des Templerordens in Portugal. Die Abtei von Alcobaça kehrte zur mittelalterlichen Größe zurück. Zwar wirtschafteten die Bewohner der Coutos mittlerweile selbständig, unterstanden jedoch der Herrschaft der Abtei und hatten ihr Abgaben zu leisten. Nachdem Portugal die von 1580 bis 1640 bestandene Abhängigkeit von Spanien wieder abgeworfen hatte, verfügte das Kloster mit König João IV. (1640–1660) über einen neuen großen Gönner, der der Abtei weitere Rechte und Privilegien einräumte. In diese Zeiten fiel die Erweiterung des Klosters um zwei neue Kreuzgänge, die sich nördlich von dem ersten mittelalterlichen anschlossen, den Claustro da Levada (auch Claustro do Cardeal oder dos Noviços genannt), 1636 fertiggestellt und noch zu Zeiten des Kardinalkönigs Henrique I. begonnen, sowie den Claustro da Biblioteca (auch Claustro do Rachadoiro genannt). Auch der mittelalterliche Teil des Klosters wurde stark verändert, so wurde die heute noch beeindruckende neue Küche eingerichtet. Ab 1702 erhielt das Kloster seine neue, prächtige Barock-Fassade und die Kirche ihre zwei Türme, ein Ensemble, das noch heute die Abtei mehr wie ein Schloss wirken und nichts mehr von der ursprünglichen Kargheit der Zisterzienser erahnen lässt. 1755 endete der Ausbau mit der Errichtung der Bibliothek, damals einer der größten der iberischen Halbinsel.

### Die drei Katastrophen

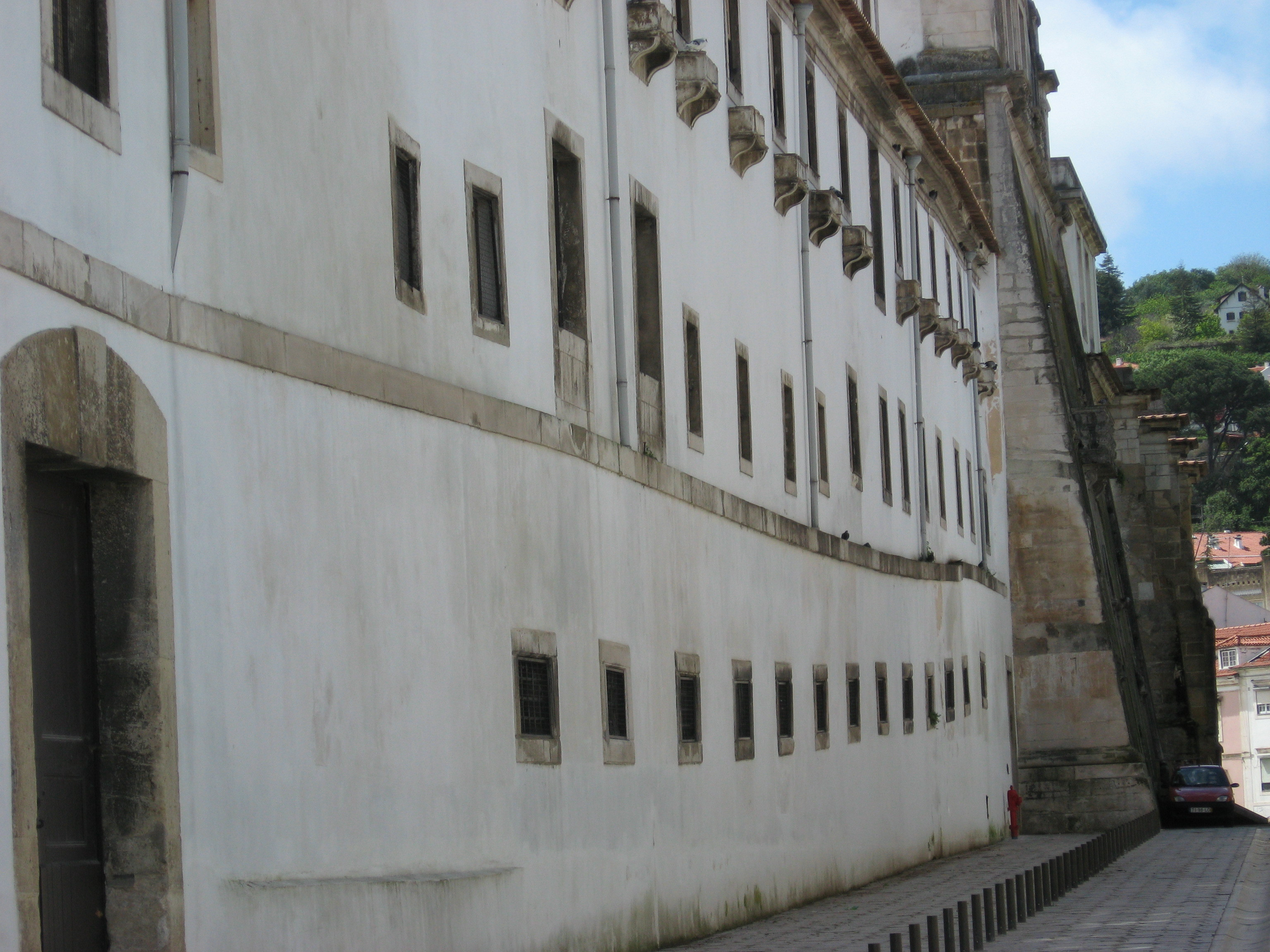
Claustro da Levada, Nordseite, Flutschäden von 1774

Die Pest, die 1348 innerhalb dreier Monate 150 Mönche dahinraffte, wie auch frühere Fluten (wie die von 1437 und 1495) sowie Erdbeben (wie etwa von 1422 oder 1563) konnte das Kloster trotz großer Schäden stets überwinden. Nunmehr brachten aber drei Ereignisse die neue Machtentfaltung zu einem Ende. Infolge der als Erdbeben von Lissabon im Jahre 1755 in die Geschichte eingegangenen Katastrophe wurde vor allem der südliche Teil des Klosters beschädigt, wie auch die Sakristei zerstört. Das seit 1648 auf dem Gelände der Abadia Velha, der ersten provisorischen Abtei, eingerichtete klostereigene Kolleg (Colégio de Nossa Senhora da Conceição) wurde vollkommen vernichtet und in die wiederhergestellten Teile der südlichen Klosteranlage untergebracht. In zwei großen Prozessionen zum 10 km entfernten Santuário de Nossa Senhora de Nazaré in Sítio (Pederneira, heute Nazaré) dankten die Mönche für ihre trotz dieser Schäden recht weitgehende Verschonung. Im Jahre 1774 wurde Alcobaça von einer Flut heimgesucht, als der Fluss Alcoa am 11. Dezember die Ufer überschritt und bis zu neuneinhalb Palmi anstieg, was etwa zwei Metern entspricht. Sie beschädigte erneut die südlichen Klosteranlagen, ließ zudem weite Bereiche des Klosters in den Schlammmassen des zurückflutenden Wassers versinken. Es dauerte viele Jahre, bis die Erdmassen auf die Südseite des angrenzenden Geländes geschafft worden waren, wo sie unter anderem die meisten Teile der dortigen Klostermauer begruben. Noch heute erinnert die wellige Form der etwa 250 m langen Nordfront der Klosteranlage an die Schäden, die die Flut den Fundamenten wahrscheinlich zugefügt hatte. Schließlich drangen im Rahmen der Napoleonischen Kriege auf der Iberischen Halbinsel im Jahre 1810 französische Truppen in Alcobaça ein und brandschatzten und zerstörten weite Bereiche von Kloster und Kirche.

### Staatliche Schließung der Klöster
In der Folgezeit wurden von den südlichen Klosteranlagen nur der Flügel der Westfront wiederhergestellt sowie die Schäden an Kirche und den drei nördlichen Kreuzgängen repariert, bevor dann im Jahr 1834 aufgrund eines Dekrets der neuen Königin Maria II. sämtliche Kongregationen, Konvente und Klöster in Portugal aufgelöst wurden. Hintergrund war eine unter dem Namen Miguelistenkrieg bekannt gewordene Auseinandersetzung zwischen den eine konstitutionelle Monarchie fordernden liberalen Kräften, den Konstitutionalisten – einer Bewegung, die zu dieser Zeit Parallelen in mehreren anderen europäischen Ländern fand – und den Befürwortern einer absolutistischen Monarchie. 1820 hatte eine liberale Revolution in Portugal zur Anerkennung der ersten Verfassung durch den König geführt, was aber sowohl im Königshaus als auch von Adel und Kirche überwiegend bekämpft wurde. Ein Bruder des Königs (Miguel I.) stellte sich an die Spitze der Gegenpartei und rief sich zum Gegenkönig aus. Der Generalabt von Alcobaça hatte wie auch andere Kirchenvertreter gegen die Liberalen, die auch eine Beseitigung der Privilegien der Kirche forderten, Stellung bezogen. Die kriegerische Auseinandersetzung gewannen 1834 die Konstitutionalisten. In dem Dekret über die Schließung der Klöster wurde deren Vermögen zugunsten des Staates mit Ausnahme der sakralen Handlungen dienenden Gegenstände eingezogen.

### Plünderung des Klosters von 1833

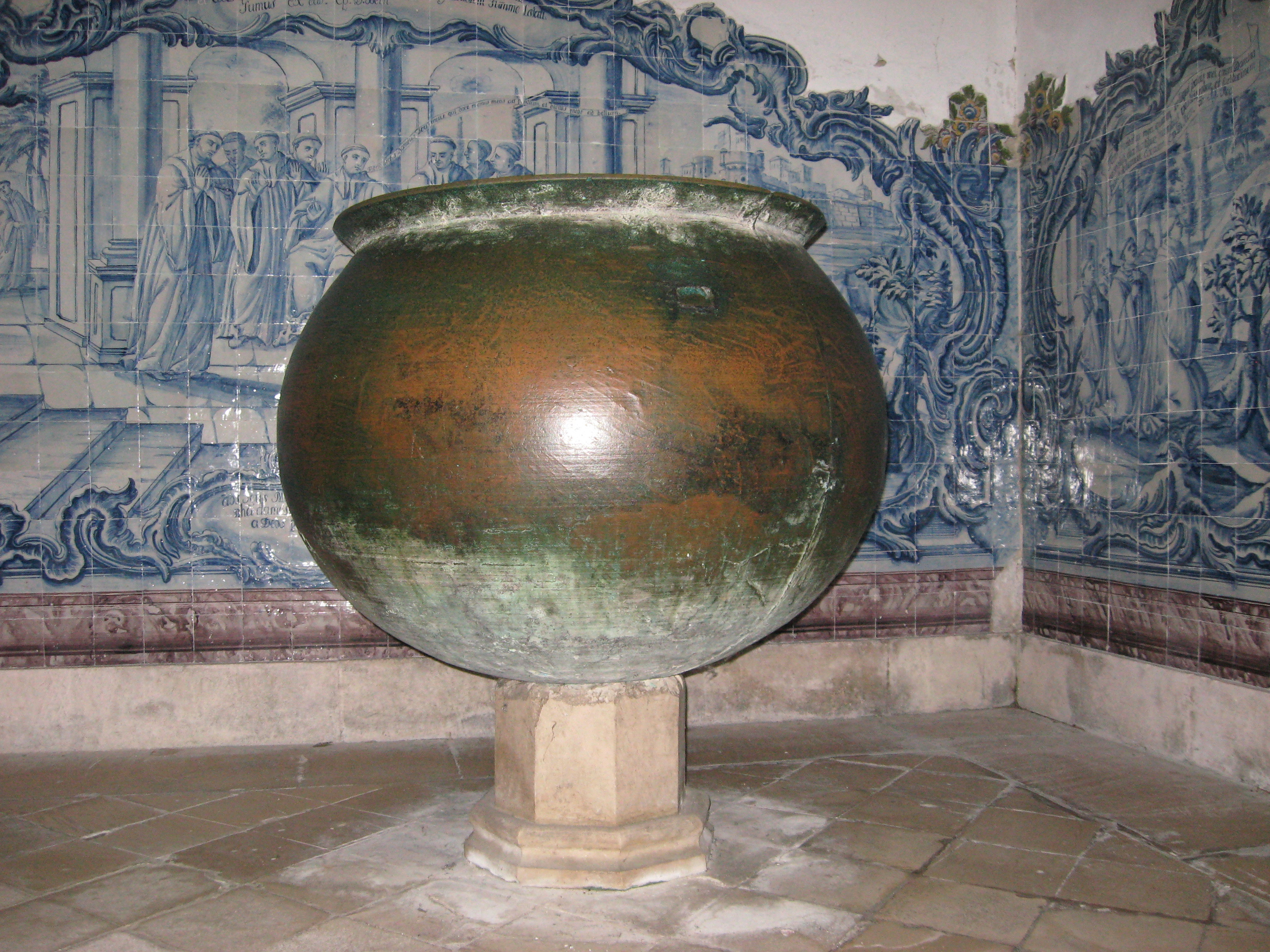
Caldeira von 1385

In den Coutos de Alcobaça, dem Herrschaftsgebiet der Abtei, hatte es während der gesamten zwanziger Jahre bereits politische Unruhen gegeben, weil die Bevölkerung eine Befreiung von der klösterlichen Herrschaft begehrte, u. a. auch wegen der besonderen Lasten, die ihr infolge der durch die Katastrophen von 1755, 1772 und 1810 notwendigen Wiederaufbauarbeiten auferlegt worden waren. Auf dem Vorplatz des Klosters kam es 1833 zu Kämpfen zwischen den Truppen Miguels I. und einem Freiwilligen-Bataillon der Coutos de Alcobaça, das auch an der Entscheidungsschlacht im Miguelistenkrieg 1834 in Évora Monte auf Seiten der Konstitutionalisten teilnahm. Die Mönche hatten, wie die Kirche insgesamt, auf die Miguelisten gesetzt und auch ihrerseits ein Regiment mit Freiwilligen aus den Coutos de Alcobaça ausgerüstet, das bei den Truppen Miguels mitkämpfte. Als die Mönche indessen den Sieg der Konstitutionalisten kommen sahen, räumten sie erstmals im Juli 1833 und dann endgültig im Oktober 1833 das Kloster. Im Freiheitstaumel stürmte die Bevölkerung am 16. Oktober 1833 die Gebäude, wütete dort elf Tage lang und plünderte das Kloster. Dabei verschwanden viele Gebrauchsgegenstände, aber auch Kult- und Kunstgegenstände sowie umfangreiche Bestände der Bibliothek, deren Reste erst einige Jahre später in die Nationalbibliothek in Lissabon überführt werden konnten. Bei diesen Unruhen kam auch einer der beiden Caldeiras abhanden, topfförmige Kupferbehälter mit einem Durchmesser von ca. 1,20 Meter und einer Höhe von einem Meter, die die Portugiesen 1385 bei der Schlacht von Aljubarrota von den Spaniern erbeutet und die Dom João I. dem Kloster überlassen hatte. Die andere Caldeira ist im Königssaal zu besichtigen. Auch sollen nach einem Bericht erneut die Grabmale von Dom Pedro und Inês de Castro geschändet worden sein. Erst im Jahre 1837 übernahm der Staat die Klosteranlagen tatsächlich in seinen Besitz und damit die Kontrolle.

### Verfall der Klosteranlagen
Durch die Auslöschung des Klosters verlor Alcobaça mit einem Schlag jegliche Bedeutung und wurde weitgehend sich selbst überlassen. Die Mönche verschwanden, ohne Spuren zu hinterlassen, seither hat es in Portugal keine Zisterzienser mehr gegeben. 1838 wurde mit dem Verkauf der Steine des benachbarten Kastells als Baumaterialien begonnen. Die die klösterlichen landwirtschaftlichen Anlagen nördlich des Klosters von dem westlichen Klostervorplatz trennende, alte Stadtmauer wurde 1839 geschleift. Der Schandpfahl (pelourinho) als Zeichen klösterlicher Justizhoheit wurde erst 1866 beseitigt. Die Gebäude litten weiterhin unter anhaltendem Vandalismus und Raub; Fenster und Türen wurden ausgebaut, Beschläge demontiert. Der südliche Flügel des Klosters wurde in Privatwohnungen umgebaut, der nördliche Flügel auch von Behörden und als Geschäftslokale genutzt. Das mittelalterliche Refektorium wurde 1840 zu einem Theatersaal umgebaut, das es bis 1929 blieb. In dem jüngsten Kreuzgang Claustro da Biblioteca (oder do Rachadoiro) wurde eine Stierkampfarena eingerichtet (1866/68). Die neueren, östlichen Teile des Klosters wurden vom Militär für die Kavallerie genutzt, dann später als Alten- und Debilenheim der Region. Die Gebäude des Klosters, wie auch der beschädigte nördliche Turm der Abteikirche, begannen zu verfallen.

### Wiederherstellung in der Neuzeit

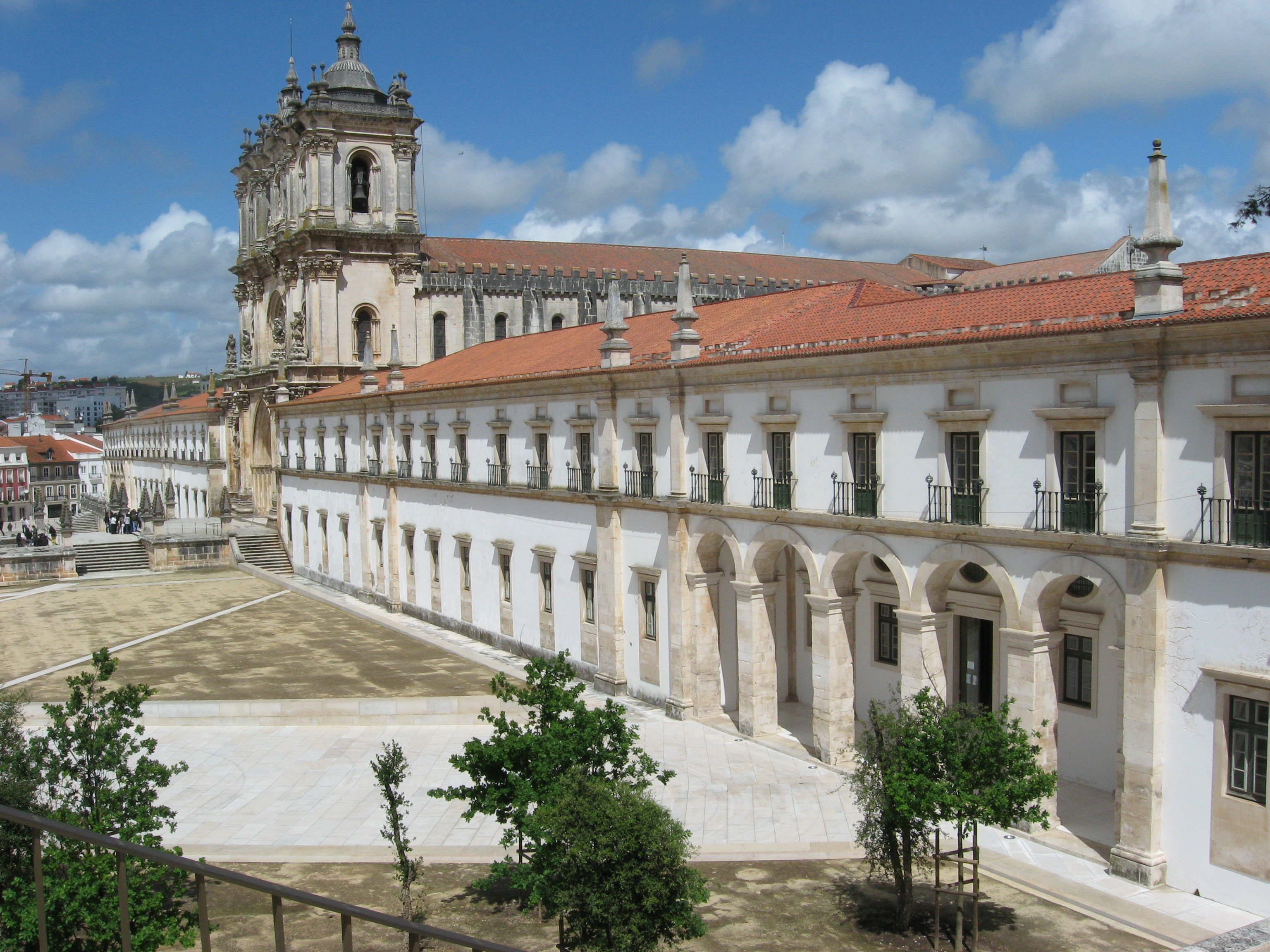
Kloster mit neuem Vorplatz

Ende des 19. Jahrhunderts begannen einzelne Bürger sich der alten Bedeutung des Klosters zu besinnen, allem voran der Historiker, Archäologe und Agronom Manuel Vieira de Natividade (1860–1918), der 1885 sein Werk über das Kloster von Alcobaça veröffentlichte. Erstmals 1901 brachte dann der Präsident des Landkreises ein Gesuch zur Reparatur und Reinigung der Klosterfassade bei der Regierung ein. 1907 wurden erstmals durch Verfügung der Regierung Teile des Klosters unter Schutz gestellt. Ab 1929 hat der Staat mit Hilfe seiner Denkmalbehörden dann systematisch begonnen, die Kirche und das mittelalterliche Kloster zu reparieren und wieder in den ursprünglichen Zustand zu versetzen. Der Südflügel wurde erst in den neunziger Jahren von der öffentlichen Hand zurück erworben, und die beiden Kreuzgänge samt Bauten aus dem 16.–18. Jahrhundert wurden erst 2003 wieder freigegeben. Die Kirche und der mittelalterliche Teil des Klosters wurden 1989 als Weltkulturerbe anerkannt. 2007 wurde das Kloster von Alcobaça in einem landesweiten Wettbewerb mit überwältigender Mehrheit zu einem der sieben Wunder Portugals gewählt. Nachdem die Bauten durch eine den Klosterplatz kreuzende und dann direkt an der Nordseite verlaufende vielbefahrene überörtliche Hauptverbindungsstraße, vor allem wegen der hierdurch bedingten Luftverschmutzung, erheblichen Schaden erlitten hatten, wurde mit einer durch die Europäische Union geförderten Maßnahme die gesamte Zone ab 2004 vom Durchgangsverkehr befreit. Der Klostervorplatz wurde in Anlehnung an frühere Vorgaben vollkommen neu gestaltet.

## Kulturelle Bedeutung des Klosters

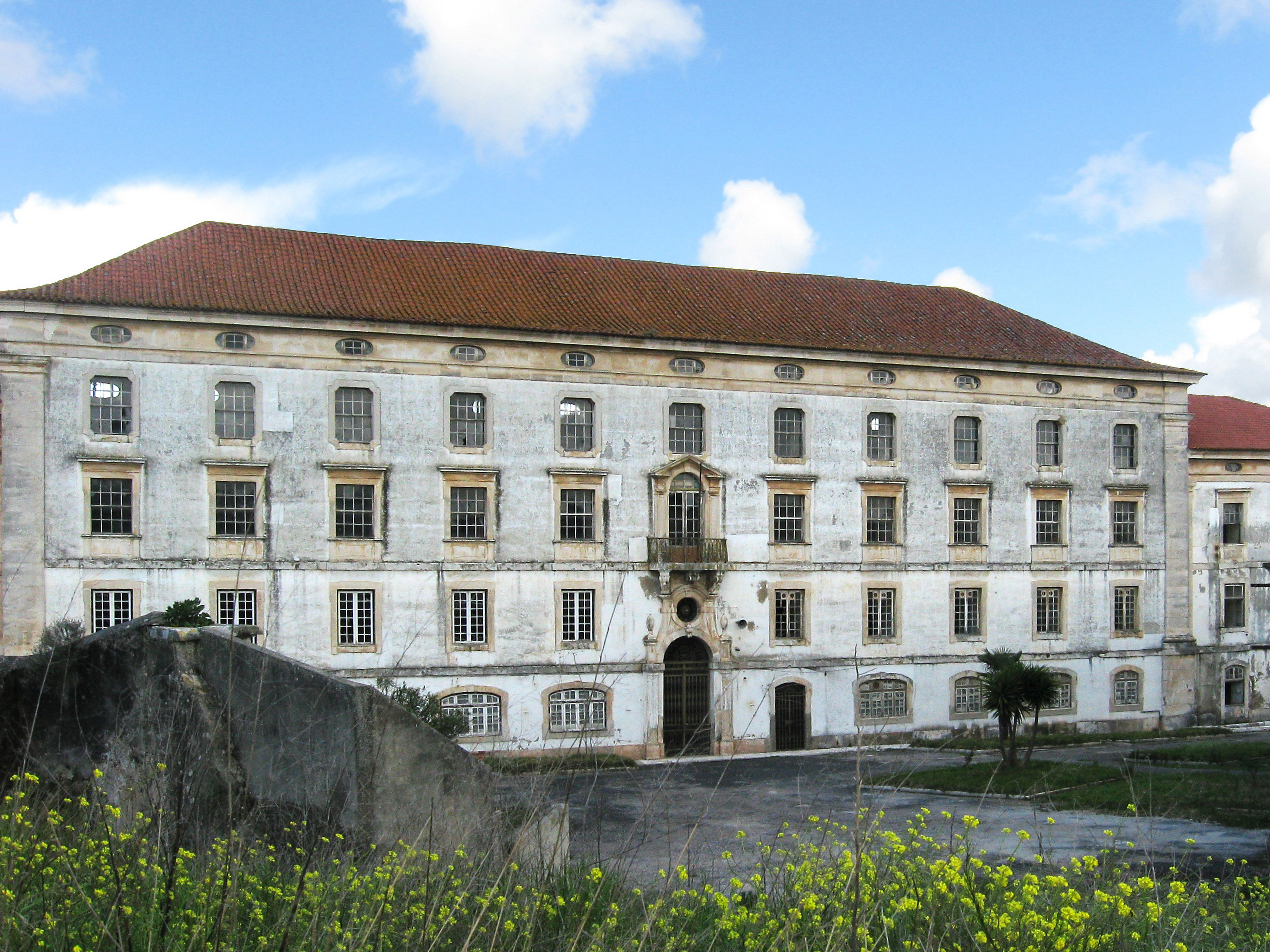
Bibliothek 1755

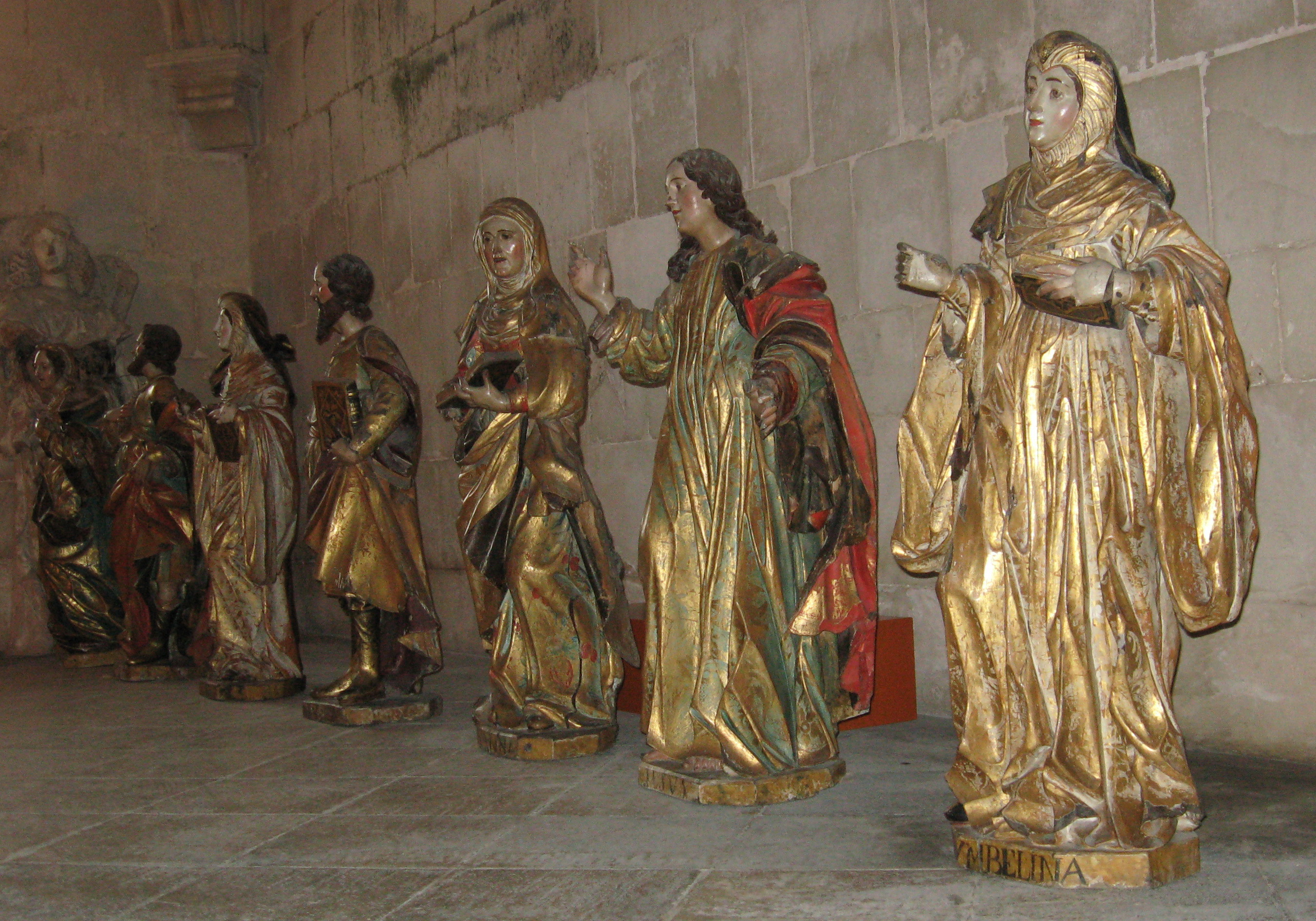
Heilige – Schule von Alcobaça 17. Jahrhundert

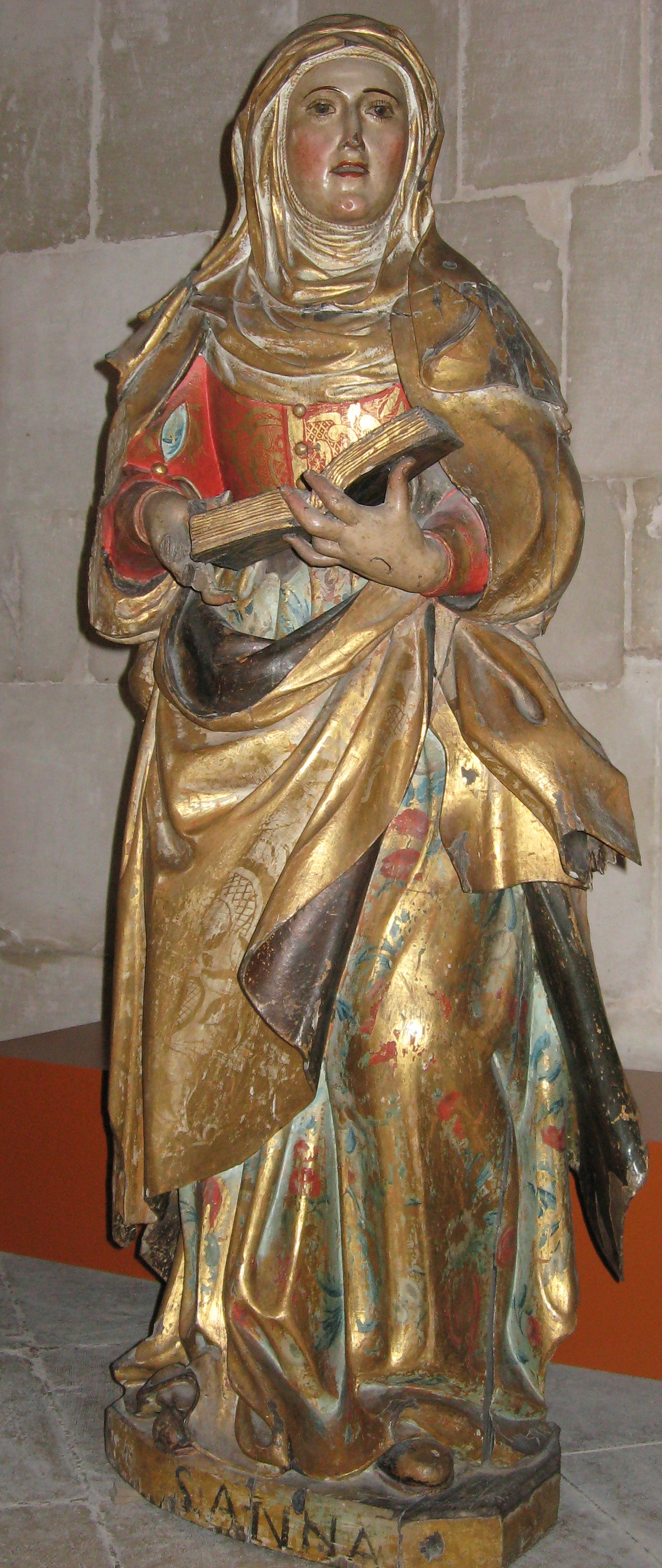
St. Anna – Schule von Alcobaça, 17. Jahrhundert

### Ausbildung und Wirtschaft
Die Fortentwicklung der Landwirtschaft war im Mittelalter eine Domäne der Mönchskultur, die gerade bei der frühen Besiedlung der Region um Alcobaça den Grundstein für ihr wirtschaftliches Prosperieren legte. Die Mönche schulten die Siedler und brachten ihnen auch handwerkliche Fertigkeiten bei. Sie förderten hierdurch das Handwerk, das an sich im Mittelalter in den Städten nur zu Hause war. Beispiele für die Ausbildung sind die bereits im Jahre 1269 gegründete öffentliche Schule sowie die schon im Mittelalter eingerichteten Landwirtschaftsschulen wie die im 14. Jahrhundert betriebene landwirtschaftliche Schule auf dem Hof Quinta do Campo in Valado dos Frades (vgl. oben). Hierdurch entstanden in einem Gebiet von ca. 500 km² 13 florierende Städte, von denen viele über lange Zeit noch eigene Landkreise bildeten, wovon mit Alcobaça und Nazeré zwei übriggeblieben sind. Bis heute wird die Region durch eine Landwirtschaft der höchsten Veredlungsstufe (wie Obst, Gemüse, Wein, Öl) geprägt. Aber auch die stets besonders gepflegten handwerklichen Fähigkeiten haben zu einer für Portugal frühen Blüte des Gewerbes im 19. Jahrhundert geführt, mit Papier-, Glas- und Porzellan- sowie Textilfabriken und Fabriken zur Obstkonservierung. Obgleich inzwischen davon einige wieder ausgestorben sind, kennzeichnen auch noch heute überdurchschnittlich viele mittelständische Produktionsbetriebe die regionale Wirtschaft.

### Wissenschaft
Dass noch 1755 eine der größten Bibliotheken ihrer Zeit fertiggestellt wurde, hat unter anderem seinen Grund darin, dass vom 16. Jahrhundert bis zum 18. Jahrhundert eine ununterbrochene Reihe von bedeutenden Chronisten und Historikern aus den Mönchen hervorging, die als Chronistas de Alcobaça berühmt wurden. Sie gaben u. a. über Jahrhunderte die Monarchia Lusitana heraus, ein Werk über die Geschichte Portugals, aber auch viele Monographien zu einzelnen historischen Themen.

### Kunst
Mit Ausnahme der gerade durch seine Nüchternheit beeindruckenden Architektur der mittelalterlichen Teile des Klosters hinterließen die Mönche aus dieser Zeit keine besonderen Spuren, bis auf zwei Statuen Marias aus dem 15. und 16. Jahrhundert. Dies stand in Übereinstimmung mit dem grundsätzlichen Bilderverbot, das die Zisterzienserregeln aufstellten, im Übrigen aber auch mit den Tugenden der Einfachheit und Bescheidenheit. Erst mit dem unmittelbaren Einfluss des Königshauses auf die Abtei und der Lösung von Clairvaux fiel diese Schranke und es bildete sich ab der zweiten Hälfte des 17. Jahrhunderts eine außerordentlich produktive Schule barocker Skulpturen heraus, zumeist aus Ton gefertigt. Die meisten Arbeiten blieben anonym und werden generell den Barristas de Alcobaça (Tonbildner von Alcobaça) zugeordnet. Noch heute zeugen von ihnen die Kapelle der Reliquien (Capela das Relíquias) in der Sakristei, die Gruppe mit der Darstellung des Todes des Heiligen Bernhards in der gleichnamigen Kapelle im südlichen Querhaus der Kirche (1810 bei der französischen Invasion erheblich beschädigt) sowie eine größere Anzahl von als Altarbilder dienenden hier abgebildeten lebensgroßen Statuen, von denen einige normalerweise in den Kapellen der Rotunda und im Kloster verteilt stehen. Ein Teil der Statuen, wie die der hier ebenfalls abgebildeten Heiligen Anna, entstammte ursprünglich einem Altar in einer Radialkapelle, die der Heiligen Familie gewidmet war.

### Klostergründungen
Da sich die Bedeutung der Abtei mehr auf ihre geistliche und politische Macht stützte, die sie in Portugal erlangte, gingen von ihr kaum Klostergründungen aus, zumal solange sie unter der Vorherrschaft von Clairvaux bzw. Citeaux stand, da dort hierüber entschieden wurde. Der Abt von Alcobaça gründete bereits 1279 das Kloster von Cós, acht Kilometer von Alcobaça entfernt, aufgrund testamentarischer Anordnung des Königs Sancho II. (1207–1248), ein Frauenkloster, das aber bis 1558 nur ein Schattendasein führte. Eine eigene Bedeutung erlangte es ab diesem Zeitpunkt, als es vor allem von Henrique I., dem Kardinalinfanten und späteren Kardinalkönig, der Abt in Alcobaça von 1540 bis 1580 war, ausgebaut wurde. Vom Kloster sind noch die Kirche nebst Chor und die Sakristei erhalten. 1566 gründete Henrique I. in Capuchos, ebenso nur wenige Kilometer von Alcobaça entfernt, ein Kloster für Franziskanermönche, die dort bis zur Aufhebung der Klöster im Jahr 1834 verblieben sind. Von diesem Kloster sind neben einer Kapelle nur noch Ruinen übrig. Infolge des großen Einflusses, den die Zisterzienser in Portugal gewannen, schlossen sich Klöster anderer Provenienz dem Zisterzienserorden an oder wurden ihm auch unterstellt. Hierüber besaß dann die Abtei Alcobaça später als Autonome Kongregation der Zisterzienser in Portugal auch die Jurisdiktion. Dabei handelt es sich aber nicht um eigentliche Tochterklöster, wie z. B. die in manchen Zisterzienserverzeichnissen als Gründungen Alcobaça zugerechneten Klöster Santa Maria de Tamarâes, Santa Maria de Maceira Dão, Santa Maria de Bouro, Santa Maria de Seiça, Estrela und São Paulo de Frades, überwiegend ursprünglich Benediktinerklöster.

## Anzahl der Mönche
Der Sage nach sollen in der Abtei von Alcobaça 999 Mönche gelebt haben, wobei der 1000. Platz dem König vorbehalten gewesen sei. Tatsächlich hat es wohl diese Zahl von Mönchen nie gegeben, wobei genauere Aufzeichnungen fehlen. Die Zisterzienser unterschieden wie viele andere Klöster stets zwischen den geistlichen Mönchen (mancherorts auch Patres genannt) und den Laienbrüdern (mancherorts auch Fratres genannt, was aber auf die portugiesischen Orden nicht übertragbar ist, da dort die geistlichen Mönche den Titel „frei“ trugen, was dem lateinischen Frater entspricht). In den ersten Jahrhunderten des Aufbaus und der Besiedlung des Klostergebiets mit der Heranbildung der Coutos dürften wie in anderen Zisterzienserklöstern die Laienbrüder die geistlichen Mönche im Verhältnis 1:2 überstiegen haben. Hierauf beruhen Schätzungen von etwa 500 Mönchen, wovon ca. 130 geistliche Mönche gewesen wären. Um 1500 sind etwa 150 Geistliche nachgewiesen, wobei aber schon im 14. Jahrhundert der Anteil an Laienbrüdern gesunken sein soll. Im Verlauf des 16. Jahrhunderts verringerte sich die Anzahl bis auf 40 Geistliche, um dann wieder im Zusammenhang mit Ernennung Alcobaças zur Autonomen Kongregation der Zisterzienser in Portugal auf über 110 zu steigen. 1762 wurden 139 geistliche Mönche gezählt. Den Berichten über die Kapazität der um 1700 fertiggestellten neuen Küche ist zu entnehmen, dass in dieser Zeit das Kloster wieder um die 500 Personen insgesamt beherbergte.

## Beschreibung der Anlagen

### Überblick

Plan Mosteiro de Alcobaça

Das Kloster besteht aus einer Kirche nebst Sakristei und auf der Nordseite anschließenden drei aneinander gereihten Kreuzgängen, die jeweils vollständig mit den hiervon erschlossenen, überwiegend zweistöckigen Klosteranlagen umbaut sind, sowie einem zweistöckigen südlichen Flügel. Die Kreuzgänge, auch der älteste, sind ebenfalls doppelstöckig. Die die beiden jüngeren Kreuzgänge umschließenden Gebäude sind dreigeschossig. 1998–2000 wurden noch die Reste eines vermutlich vierten Kreuzgangs auf der Südseite der Kirche entdeckt, der aber im 18./19. Jahrhundert eingeebnet worden sein muss, vermutlich infolge des Erdbebens von 1755 und der großen Flut von 1772 nachhaltig beschädigt. Möglich ist auch, dass Reste von den Bewohnern des südlichen Flügels nach 1834 beseitigt worden sind. Die gesamte Anlage hat heute noch eine überbaute Fläche von 27.000 m² und eine Geschossfläche, das heißt unter Einbeziehung der weiteren Stockwerke, von 40.000 m². Die überbaute Fläche einschließlich des südlichen Kreuzgangs muss 33.500 m² betragen haben. Die Hauptfassade des Klosters, Kirche mit Nord- und Südflügel hat eine Breite von 221 m, die Nordseite ist ca. 250 m lang. Die Kirche und der erste Kreuzgang wurden von 1178 bis 1240 im frühgotischen Stil des Übergangs von der Romanik errichtet, 1252 wurde die Kirche geweiht. Im 14. Jahrhundert wurden vermutlich die Anlagen südlich der Kirche errichtet. Mit dem Bau des an den mittelalterlichen nördlichen Kreuzgang anschließenden Claustro da Levada wurde im letzten Drittel des 16. Jahrhunderts begonnen, im 17. Jahrhundert bis zur Mitte des 18. Jahrhunderts wurde als letztes der Claustro da Biblioteca (oder do Rachadoiro) errichtet.

### Kirche

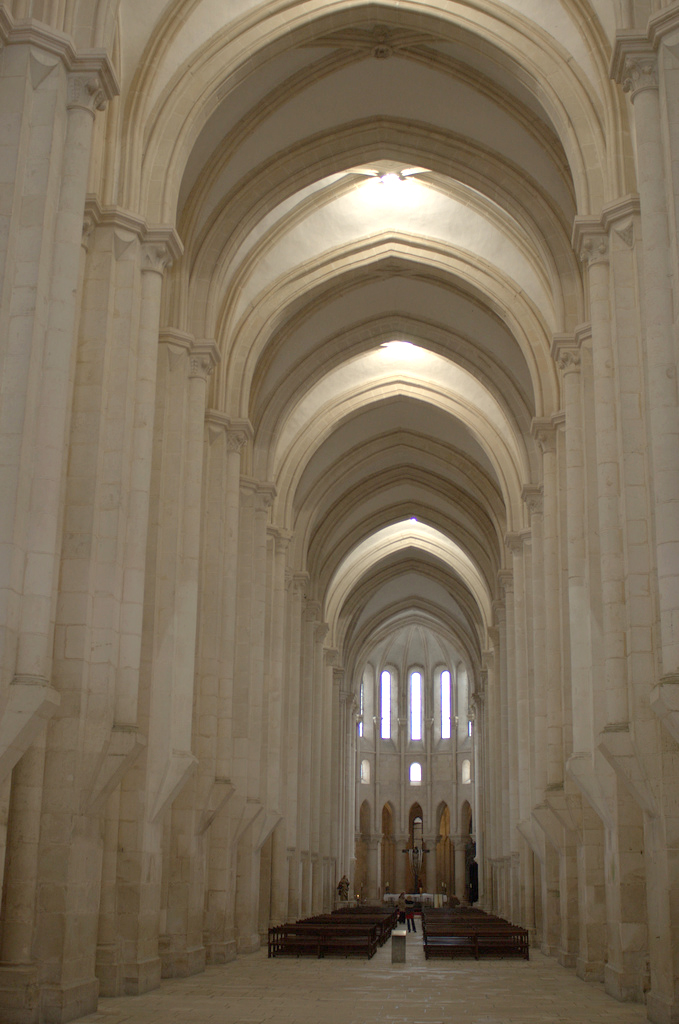
Zentrale Achse

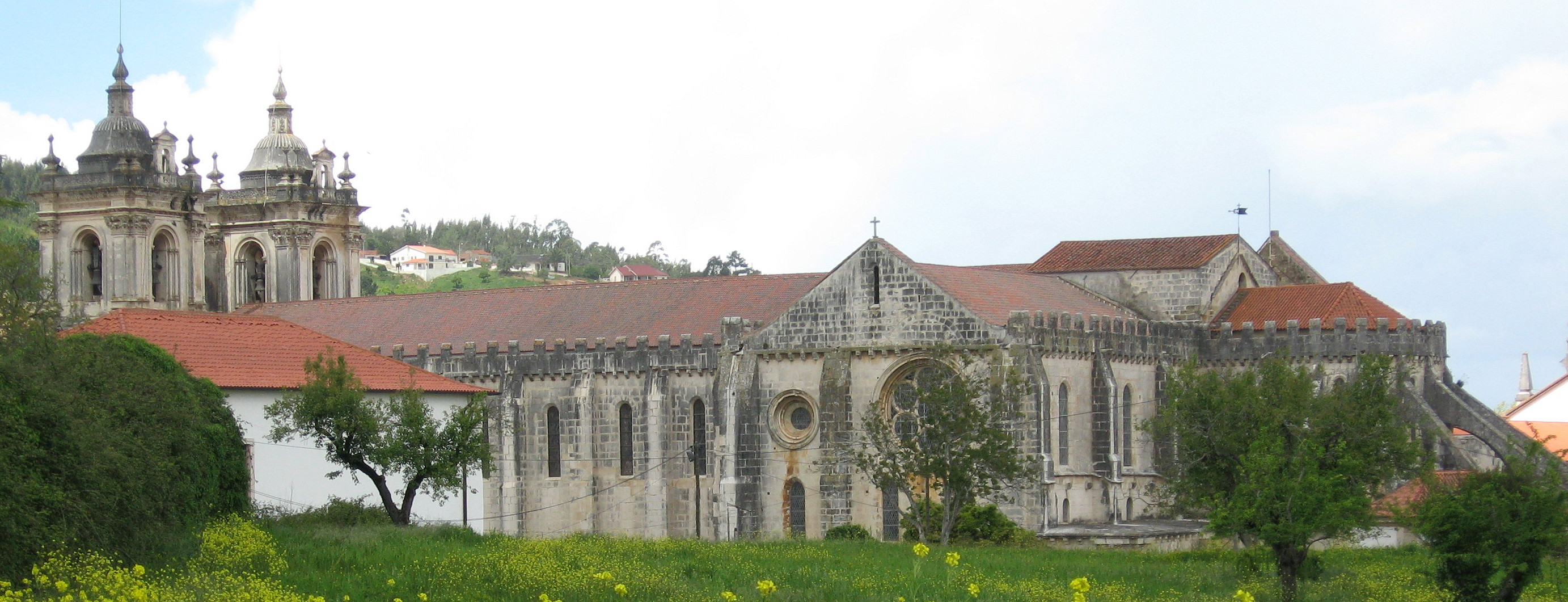
Abteikirche mit Querhaus

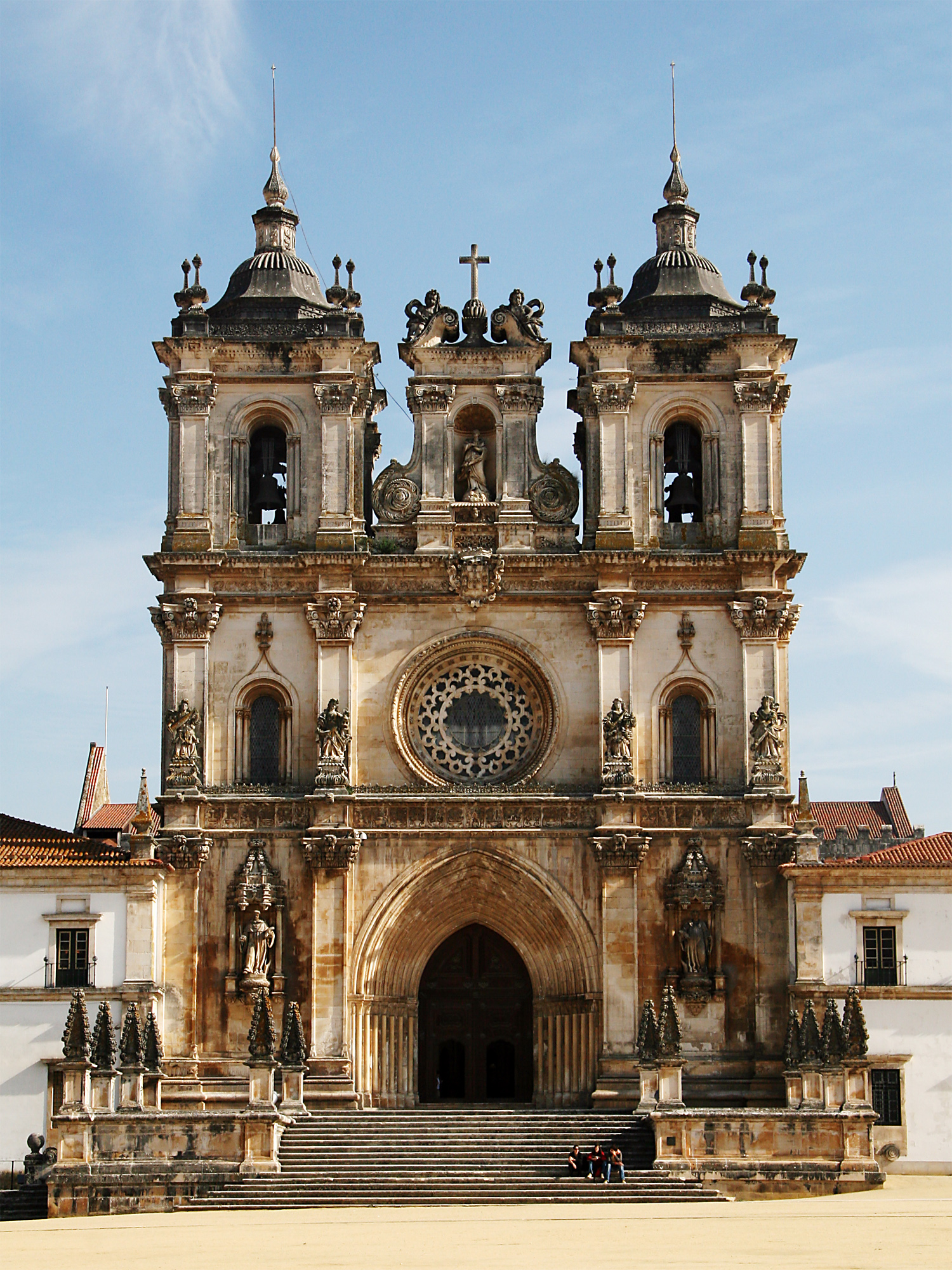
Barockfassade der Abteikirche

Die Kirche besteht aus einem Haupt- und zwei Nebenschiffen sowie einem Querhaus (Transept), so dass sie die Grundform eines Kreuzes wiedergibt. Es ist strittig, ob die Kirche hinsichtlich des Altarraums, des Rundgangs und des Querhauses sogleich in ihrer heutigen Form errichtet wurde oder einen Umweg ähnlich der etwa gleichzeitigen baulichen Entwicklung von Clairvaux über ein kürzeres Querhaus und ohne Rundgang genommen hat. Alle Schiffe sind mit etwa 20 m gleich hoch. Der Altarraum wird gegen Osten von einem Chorumgang mit neun Radialkapellen umgrenzt, weitere vier Kapellen gehen beidseitig ins Querhaus ab. Die Gesamtlänge beträgt 106 m, die Durchschnittsbreite 22 m, die Breite des Querhauses 52 m. Es handelt sich damit um eine der größten Abteikirchen, die die Zisterzienser in Europa jemals gebaut haben. Nur die nicht mehr existierende französische Abteikirche von Kloster Vaucelles (132 m lang) war größer. Die Abteikirche von Pontigny, ebenfalls in Frankreich, ist mit 108 m zwar zwei Meter länger, hat aber ein schmaleres Querhaus. Die Kirche der heute nicht mehr vorhandenen Abtei Clairvaux, die ebenso wie der mittelalterliche Teil des Klosters als Vorbild dienten, war gleich groß.
Die Architektur der Kirche von Alcobaça bringt die Benediktregel zur Bescheidenheit und Demut, zur Weltabgeschiedenheit und zum Dienst an Gott, deren Rückbesinnung ein Hauptanliegen der Zisterzienser war, durch Einfachheit und Sparsamkeit in Struktur und Ausschmückung zum Ausdruck. Trotz der gewaltigen Größe wirkt das Gebäude nur durch seine notwendigen, scheinbar in den Himmel strebenden Strukturelemente. Dieser Eindruck wurde durch die ab 1930 durchgeführten Restaurierungsarbeiten wiederhergestellt, als man sich für den mittelalterlichen Ausbauzustand entschied und viele Einbauten, die im Laufe der Jahrhunderte dazu gekommen waren, entfernte, so leider auch eine Orgel. Hierdurch sind die kunstvoll behauenen Kalksteinquader, aus denen das Mauerwerk besteht, sichtbar, bei vielen mit den individuellen eingeritzten Steinmetzzeichen, aufgrund derer den Steinmetzen ihre Arbeit vergütet wurde. Das noch aus dem Beginn des 16. Jahrhunderts stammende Chorgestühl war bereits bei der französischen Invasion 1810 in Flammen aufgegangen. Die Hauptfassade des Klosters zum Westen hin wurde zwischen 1702 und 1725 im Stil des Barocks umgeändert. Zum Platz hin wird seither die Fassade der Kirche von jeweils knapp 100 m breiten zweistöckigen Flügelbauten beidseitig eingerahmt. Die Kirche selbst erhielt zwei Barocktürme und eine bis zu 43 m hohe, mit mehreren Statuen verzierte Fassade. Links vom Portal eine Statue des Benedikt von Nursia, als Vater des katholischen Mönchtums, rechts Bernhard von Clairvaux. Darüber, links und rechts der Fensterrose, Allegorien der vier Kardinaltugenden und darüber in einer Nische eine Marienfigur. Aus dieser Zeit stammt auch die Eingangstreppe mit den barocktypischen Verzierungen. Von der alten Fassade ist nur das gotische Portal sowie wahrscheinlich die Rosette übrig geblieben. Wie die ursprüngliche Fassade, die schon 1531 zerstört wurde, ausgesehen hat, lässt sich nicht mehr zweifelsfrei feststellen. Vermutlich besaß die Kirche keine Türme und entsprach damit dem zisterziensischen Ideal der Einfachheit.

### Sakristei
Die gut 100 m² große mittelalterliche Sakristei, am Ende der nördlichen Seite des Querhauses gelegen, wurde in der Regierungszeit von König Manuel I. (1495–1521) durch eine an der südöstlichen Seite des Chorumgangs nebst einem Atrium angrenzende etwa 250 m² große Sakristei ersetzt, zugleich mit der Errichtung der Kapelle Senhor dos Passos. Sie wurde wie auch die Kapelle bei dem Erdbeben von 1755 zerstört. Beim Wiederaufbau konnten die manuelinischen Portale erhalten werden, eine der wenigen Bauteile dieses Stiles in Alcobaça. Am Ende der Sakristei liegt die Kapelle der Reliquien (vgl. o.).

### Frühkönigliche Grabmale
In der Kirche befinden sich die Grabmale der frühen portugiesischen Könige Afonso II. (1185–1123; Grabmal von 1224) und Afonso III. (1210–1279). Sie sind beidseitig der Kapelle des Heiligen Bernhards (mit der Darstellung seines Todes) im südlichen Querhaus untergebracht. Gegenüber sind in einem Nebenraum acht weitere Sarkophage aufgestellt, in denen Beatriz, die Ehefrau von Afonso III. sowie drei ihrer Kinder bestattet worden waren. Ein Sarkophag hatte die erste Ehefrau von Afonso II, Dona Urraca, aufgenommen. Die Geschichte der anderen Sarkophage ist nicht geklärt. Die Sarkophage sind heute leer und wurden zwischen 1996 und 2000 neu verschlossen. Das Nebengebäude, in dem sie heute untergebracht sind, wurde infolge der Reparaturen nach der großen Flut 1772 errichtet. Zuvor standen die Sarkophage ab dem 16. Jahrhundert im südlichen Querhaus, davor vermutlich im Hauptschiff.

### Dom Pedro und Inês de Castro

#### Sarkophage

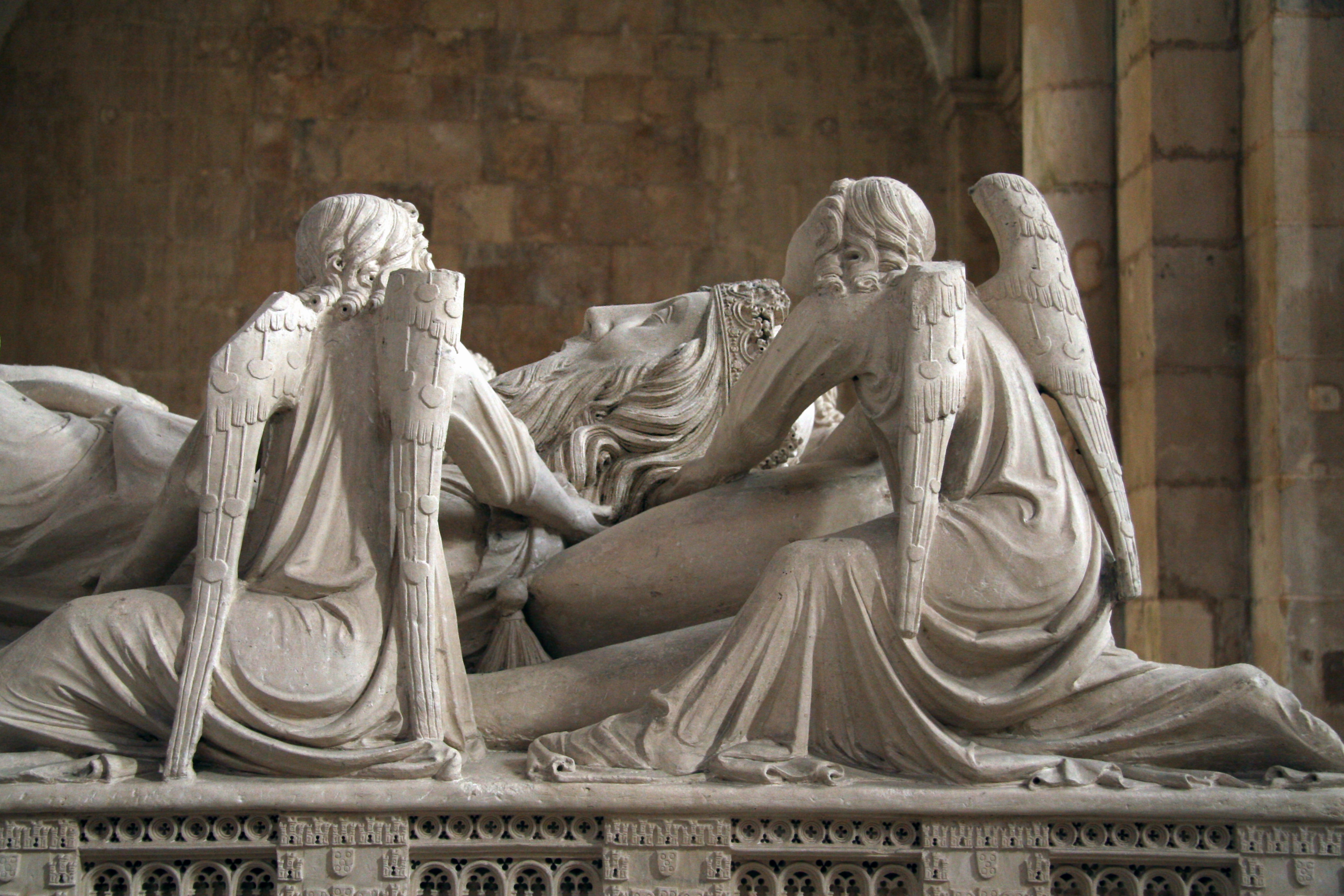
Grabmal Pedro I., Ausschnitt

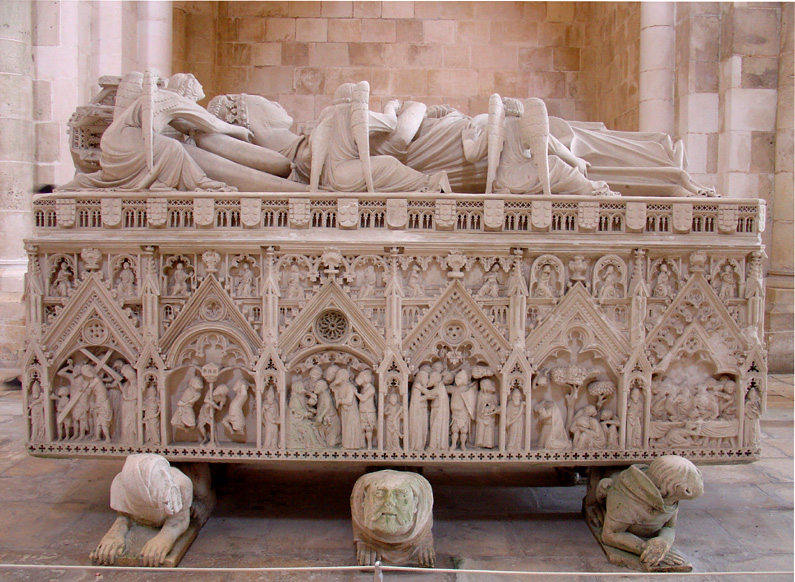
Grabmal Inês de Castro

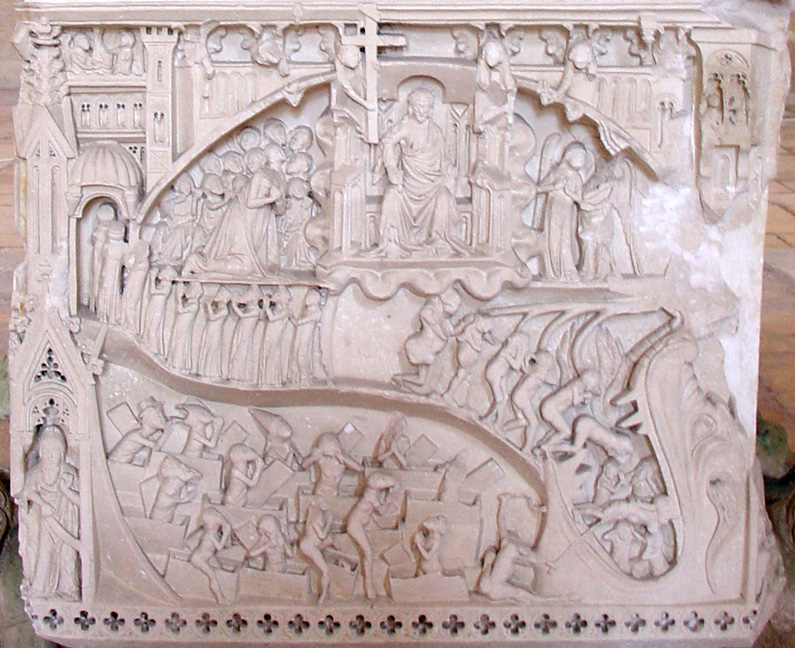
Grabmal, Darstellung des Jüngsten Gerichts

Bedeutung und Glanz geben der Kirche noch heute die im Querhaus beidseitig untergebrachten Grabmale von König Pedro I. (1320–1367), genannt Dom Pedro der Grausame, nach anderer Bezeichnung der Gerechte, und seiner Geliebten Inês de Castro (1320–1355). Die Grabmäler gehören zu den bedeutendsten Grabskulpturen des Mittelalters, die Dom Pedro sogleich nach seiner Thronbesteigung 1357 in Auftrag gegeben hatte, um seine von seinem Vater zwei Jahre vorher hingerichtete Geliebte Inês de Castro und nach seinem Tode ihn selbst aufzunehmen. Die teilweise bis zur Grenze der Wahrnehmbarkeit ausgearbeiteten Szenen auf den Grabmalen stellen historische Ereignisse aus der portugiesischen Geschichte, aber auch aus dem Leben Dom Pedros und Inês de Castro dar, sind zum Teil aber auch biblischen Ursprungs oder rekurrieren auf bloße Fabelwesen. Die Ikonografie ist zum einen recht weitgehend, zum anderen sehr strittig.

#### Stiftung der Grabmale
Dom Pedro war in zweiter Ehe mit Constança Manuel (1318–1345), einer Prinzessin vom Hofe Kastiliens, im Jahre 1336 verheiratet worden. Infolge kriegerischer Auseinandersetzungen zwischen Portugal und Kastilien kam Constança erst 1339 nach Portugal. In ihrem Gefolge brachte sie als Kammerdame Inês de Castro mit, die aus einem alten und mächtigen kastilischen Adelsgeschlecht stammte. In sie verliebte sich Dom Pedro. 1345 starb Constança im Kindbett 14 Tage nach der Geburt ihres einzigen überlebenden Sohnes Fernando I. Nunmehr lebte Dom Pedro mit Inês in aller Offenheit zusammen, die ihm drei Kinder gebar. Dom Pedros Vater, Afonso IV. (1291–1357) bekämpfte diese Verbindung und ließ 1355 Inês de Castro wegen Hochverrats verurteilen und hinrichten. Nachdem Dom Pedro seinem Vater auf dem Thron gefolgt war, rächte er den Tod seiner Geliebten (von der er behauptete, sie heimlich 1354 geheiratet zu haben) und ordnete an, sie als Königin von Portugal zu verehren. Als die Sarkophage 1361 fertiggestellt waren, ließ er sie in der Kirche von Alcobaça im südlichen Teil des Querhauses aufstellen und die sterblichen Reste von Inês de Castro von Coimbra unter großer Anteilnahme des Adels und der Bevölkerung dorthin überführen. In seinem Testament ordnete er an, in dem anderen Sarkophag bestattet zu werden und ihn so zu stellen, dass die Königin und er sich bei der Wiederauferstehung am Jüngsten Tag als Erstes in die Augen sehen würden (schriftlich überliefert ist insoweit nur seine Anweisung, täglich an ihren Gräbern eine Messe zu lesen).

#### Schicksal der Grabmale
Am 1. August 1569 ließ König Sebastião (1554–1578) – sein Onkel Kardinal Henrique war Abt von Alcobaça – die Särge öffnen. Nach dem Bericht zweier anwesender Mönche rezitierte der König währenddessen Texte zur Liebe von Dom Pedro zu Inês. Bei der napoleonischen Invasion im Jahre 1810 wurden die Sarkophage nicht nur irreparabel beschädigt, sondern die Soldaten schändeten auch die Gräber. Der einbalsamierte Leichnam Dom Pedros wurde aus dem Sarg herausgenommen und in ein Purpurtuch gehüllt, und der Schädel von Inês de Castro, bei dem noch blondes Haar erhalten war, wurde in den Nebenraum zu den anderen Sarkophagen geworfen. Die Mönche sammelten später die Teile der Gräber wieder ein und verschlossen die Grabmale. Diese fanden nach 1810 verschiedene Plätze in der Kirche, um dann erst 1956 in das Querhaus mit ihrer heutigen Gegenüberstellung wieder zurückzukehren. Nunmehr sind die Gräber das Ziel vieler Liebenden, die sich dort oft noch am Tag ihrer Hochzeit einfinden, um sich angesichts der durch die Grabmale symbolisierten ewigen Liebe nochmals die Treue zu versprechen.

### Mittelalterlicher Kreuzgang

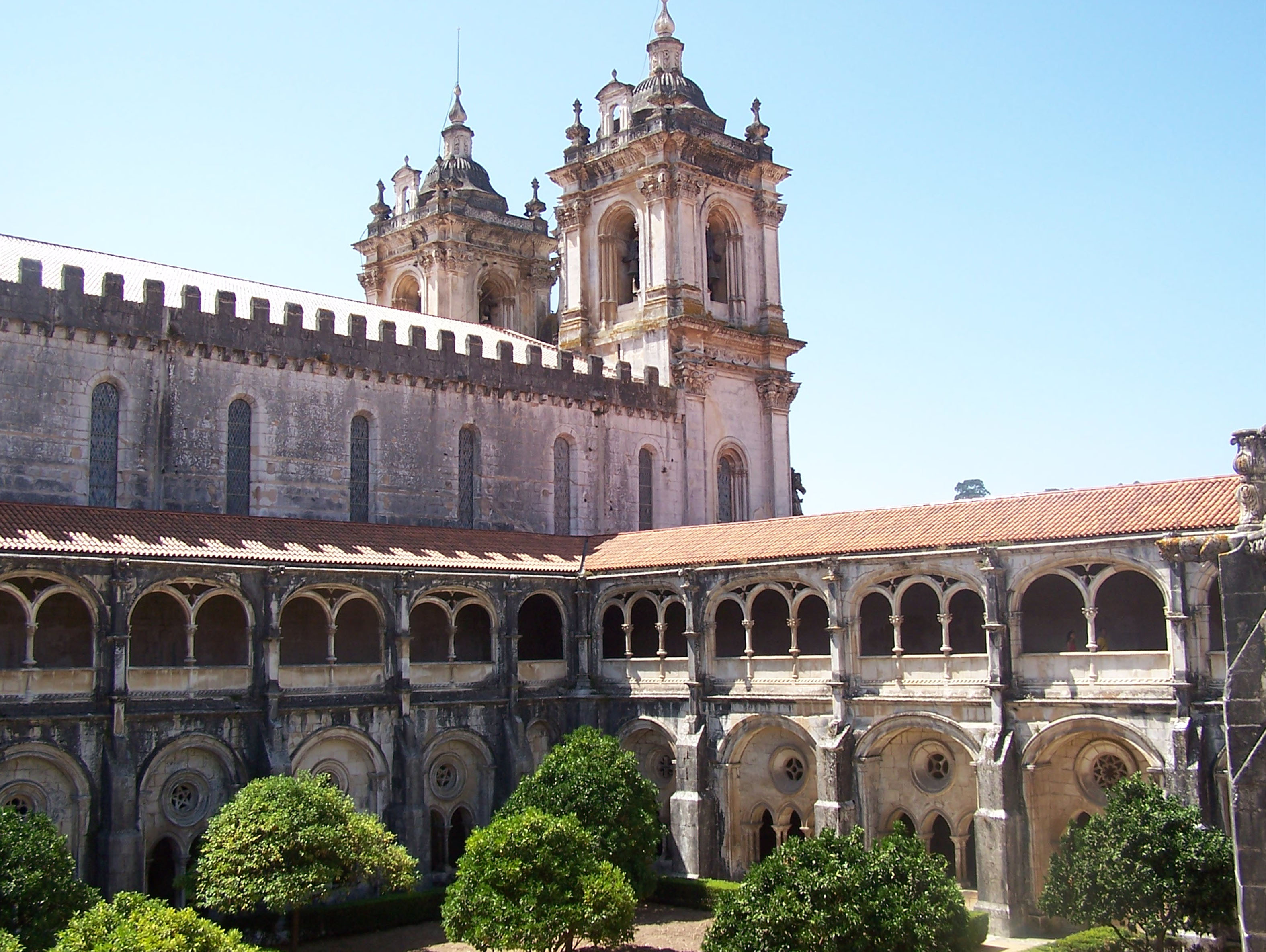
Der Kreuzgang

Der erste Kreuzgang dürfte etwa zusammen mit der Kirche um 1240 fertiggestellt worden sein, möglicherweise aber brach er zusammen. Er wurde um 1308–1311 durch den heute vorhandenen, den Claustro de Dom Dinis oder auch Claustro de Silencio (Kreuzgang der Ruhe, weil dort Redeverbot bestand), ersetzt. Er hat eine umlaufende Länge von 203 Metern und im Erdgeschoss eine durchschnittliche Höhe von 5 Metern. Auf Anweisung von König Manuel I. (1469–1521) wurde Anfang des 16. Jahrhunderts noch ein zweites Geschoss des Kreuzgangs hinzugefügt, so dass der Kreuzgang zwei Ebenen besitzt. Der Zugang zum Obergeschoss des Kreuzganges erfolgt über eine Wendeltreppe am nordöstlichen Eck, die auch die Küche mit dem Schlafsaal verbindet.

#### Claustro da Leitura
Der südliche Kreuzgang, Claustro da Leitura genannt, verläuft parallel zur Kirche, ohne weitere Gebäudeteile zu erschließen. Dort waren ab Mitte des 15. Jahrhunderts Steinbänke aufgestellt, auf denen die Mönchen verharren konnten, wenn sie den dort stattfindenden Lesungen folgten. In der Mitte hat der Kreuzgang eine Kapelle zu Ehren der Jungfrau Maria, was einer verbreiteten Tradition in den Zisterzienserklöstern entspricht.

#### Claustro do Capítolo
Der Kreuzgang auf der östlichen Seite, auch Claustro do Capítolo genannt, beginnt auf seiner Südseite mit der Verbindungstür zur Kirche, wodurch die geistlichen Mönche die Kirche betraten, und erschließt die mittelalterliche Sakristei, den Kapitelsaal, das Parlatorium und die Treppe zum im Obergeschoss gelegenen Schlafsaal, dem Dormitorium, sowie den Zugang zum Saal der Mönche.

##### Kapitelsaal
Der Zugang zum Kapitalsaal weist eine besonders auffällige Fassade auf mit hintereinander gestaffelten Säulen. Der Kapitalsaal diente der Versammlung der Mönche und war nach der Kirche der wichtigste Raum des Klosters. Den Namen trägt er, weil dort täglich aus den Kapiteln der Benediktregel vorgelesen wurde. Es fanden dort aber auch Wahlen und ähnliche gemeinsame Handlungen der Mönche statt. Er hat eine quadratische Form mit 17,5 m × 17,5 m. In ihm soll Platz für 200 Mönche gewesen sein. Im Mittelalter führte vom Kapitalsaal direkt eine Treppe zum Dormitorium, da die Mönche schon zur Nachtzeit zu den Lesungen dort erscheinen mussten. Im Eingangsbereich zum Kapitalsaal befindet sich die Grabplatte eines nicht mehr identifizierbaren Abtes. Der Boden des Kapitalsaals war früher vollständig mit solchen Grabplatten bedeckt, da nach einer Zisterzienser-Regel aus dem Jahre 1180 die Äbte im Kapitalsaal beerdigt werden mussten, mithin die Mönche ihre Beschlüsse auf den Gräbern ihrer verstorbenen Äbte fassten. Diese Art der Bestattung war eine große Ausnahme von der grundsätzlichen Regel der Zisterzienser, die eine Bestattung der Mönche innerhalb des Klosters untersagte. Deswegen findet man im südlichen Querhaus eine zum Süden hinausführende Tür mit dem Namen porta da morte (Todestür), weil dort die verstorbenen Mönche zur Bestattung hinausgetragen wurden. Ungeachtet dessen fand man bei den Renovierungsarbeiten in der Abtei Alcobaça allenthalben unter den Böden oder auch in Mauern bestattete Mönche, bei denen ersichtlich eine Ausnahme von dieser Regel gemacht worden war.

##### Parlatorium
Neben dem Kapitelsaal liegt das etwa fünf Meter breite Parlatorium, in dem die Mönche mit dem Prior, dem Vertreter des Abtes sprechen durften. Grundsätzlich waren die Mönche mit Ausnahme des Betens zum Schweigen verpflichtet und durften sich nur das Notwendigste sprachlich mitteilen. Aus diesem Grunde benutzten viele zur Verständigung auch eine Zeichensprache.

##### Dormitorium

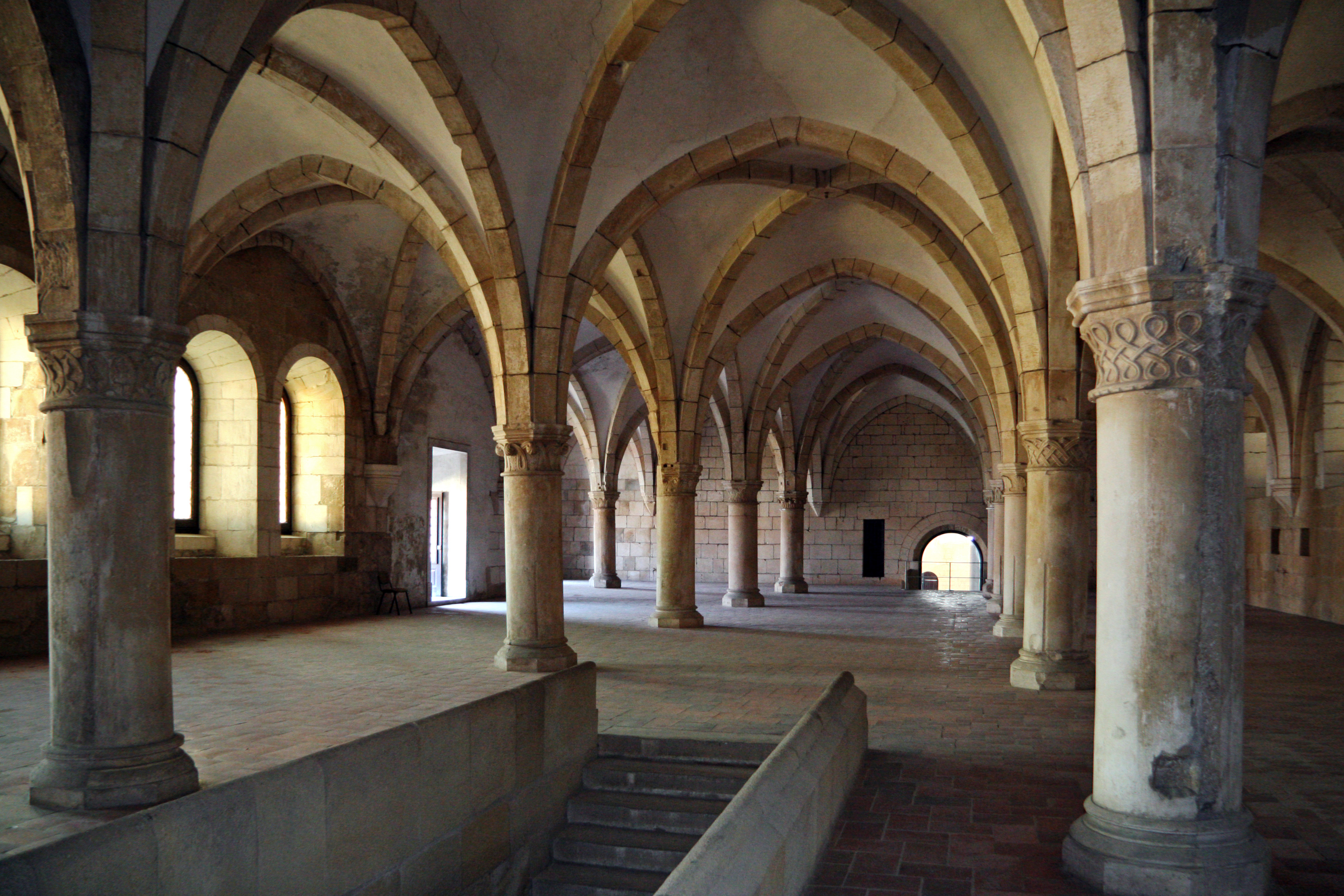
Dormitorium, südl. Hälfte

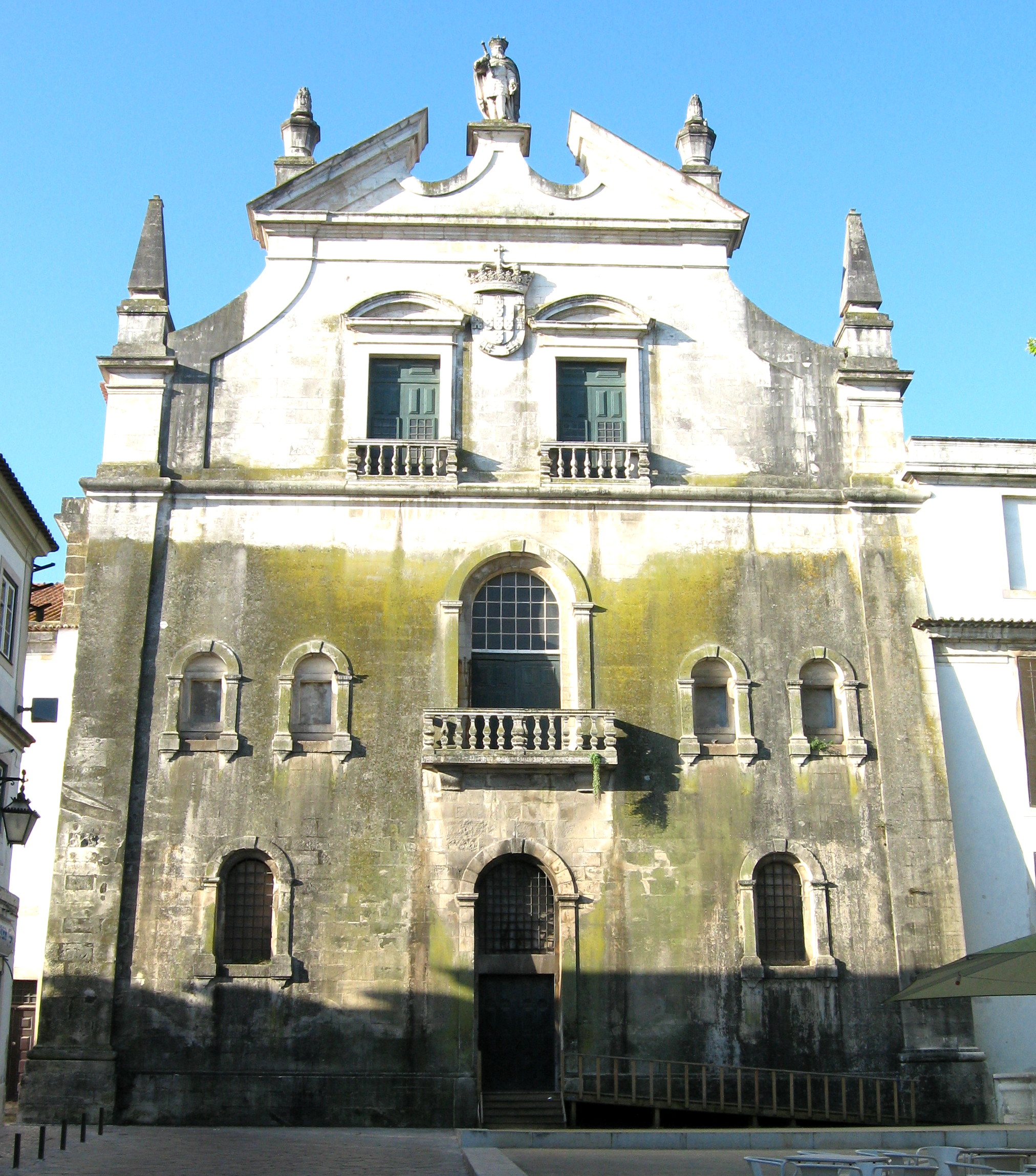
Fassade Dormitorium, 1716

Anschließend öffnet sich die Treppe zum Dormitorium. Diese Treppe wurde erst bei den ab 1930 erfolgenden Renovierungsarbeiten wiederentdeckt. Das im ersten Stock gelegene Dormitorium erstreckt sich in einer Länge von 66,5 m und Breite von 21,5 bis 17,5 m über die gesamte Ostseite des mittelalterlichen Teiles der Abtei und hat damit eine Grundfläche von knapp 1.300 m². In der heutigen durch die Restaurierung wiederhergestellten Form präsentiert es sich in seinem ursprünglichen mittelalterlichen Zustand. Auf der südlichen Kopfseite öffnet sich das Dormitorium mit einer großen Rundbogentür zum nördlichen Querhaus der Kirche. Dort führte früher eine Treppe hinab, da die Zisterzienser-Regel für den gemeinsamen Schlafraum stets zwei getrennte Zugänge verlangte. Auf der nördlichen Kopfseite des Schlafsaals befanden sich die Latrinen, die durch einen gesonderten Raum – auch dies nach einer allgemeinen Ordensregel – vom Schlafraum getrennt sein mussten. Die Abwässer flossen in den sich auf der nördlichen Seite befindenden Garten der Abtei ab. Die Mönche schliefen in dem Schlafraum gemeinsam in voller Bekleidung, nur durch eine bewegliche Abgrenzung vom Nachbarn getrennt. Allein der Abt hatte eine eigene Zelle, die auf der südlichen Seite zur Kirche hin lag. Diese Anordnung findet sich in den meisten Zisterzienserklöstern aus dieser Zeit. Mittig auf der westlichen Seite öffnet eine schmale Tür zu einer engen Wendeltreppe, über die man heute in die Küche gelangt, im Mittelalter in das Kalefaktorium (Wärmestube, vgl. u.). Hierüber kam man auch zum oberen Kreuzgang.
Das Dormitorium wurde im Laufe der Jahrhunderte verändert. Mit Beginn des 16. Jahrhunderts erhielt es einen zweiten Boden etwa auf Höhe der Kapitelle der Säulen eingezogen, wo immer noch genügend Raumhöhe zur Verfügung stand. Dort sollen vor allem die Novizen untergebracht worden sein. Darunter waren in der nördlichen Hälfte Räume hergestellt worden, in denen sich bis zur Errichtung der neuen Bibliothek (1755) die alte Bibliothek und Teile der Registratur befanden. Auf der südlichen Seite wurden nunmehr Zellen gebaut, da mit Erweiterung des Klosters um die neuen östlich gelegenen Kreuzgänge diese Art der Unterbringung die alten Schlafsäle ersetzte. Zur Ostseite hin erhielt das Dormitorium mit den dortigen Erweiterungen eine große direkt zugängliche Terrasse. 1716 wurde eine neue Fassade des Dormitoriums zur Nordseite hin errichtet, die von einer Statue des Stifters der Abtei Dom Afonso I Henriques gekrönt wird. Im Rahmen der Restaurierung wurde im Jahre 1940 der eingezogene zweite Boden entfernt. Das Dormitorium, wie es sich heute wieder bietet, ist ein dreischiffiger Raum von gewaltiger Dimension, der vor allem zur Durchführung kultureller Veranstaltungen wie Ausstellungen benutzt wird.

##### Saal der Mönche
Unterhalb des nördlichen Teils des Dormitoriums, zugänglich über eine neben dem Aufgang zum Dormitorium befindliche Tür, liegt der Saal der Mönche, ein vierstufig zur Nordseite jeweils abfallender, etwa 560 m² großer Raum. Zur Nordseite hat er ein großes Tor, zur Westseite am nördlichen Eck eine Tür zur dortigen Küche. In den ersten Jahrhunderten soll er der Unterbringung der Novizen gedient haben, die am normalen Ordensleben der geistlichen Mönche, wie etwa im Kapitelsaal, nicht teilnehmen durften. Nachdem Anfang des 16. Jahrhunderts der Schlafsaal der Novizen in den zweiten Stock des Dormitoriums verlegt worden war, wandelte sich der Saal der Mönche zum Arbeitsraum, Wartesaal und Aufenthaltsraum für die Mönche. Nach dem Bau der neuen Küche Ende des 17. Jahrhunderts wurden hierüber auch Waren angeliefert und gelagert. Am südlichen Ende des Saals der Mönche befindet sich eine massive Mauerabtrennung, die zur Decke hin offen ist und einen schmalen Raum zur Nordmauer des Parlatoriums bildet. Das Generalkapitel der Zisterzienser hatte 1229 beschlossen, dass jedes Kloster für die Mönche über ein eigenes Gefängnis innerhalb des Klosters verfügen musste. Die Abtei hatte für seine zivile Gerichtsbarkeit ein Gefängnis in den Verliesen des westlich oberhalb des Klosters gelegenen Kastells. Gemäß der neuen Regel wurde nunmehr der Raum am Ende des Saals der Mönche als klostereigenes Gefängnis genutzt.

#### Claustro do Refeitório

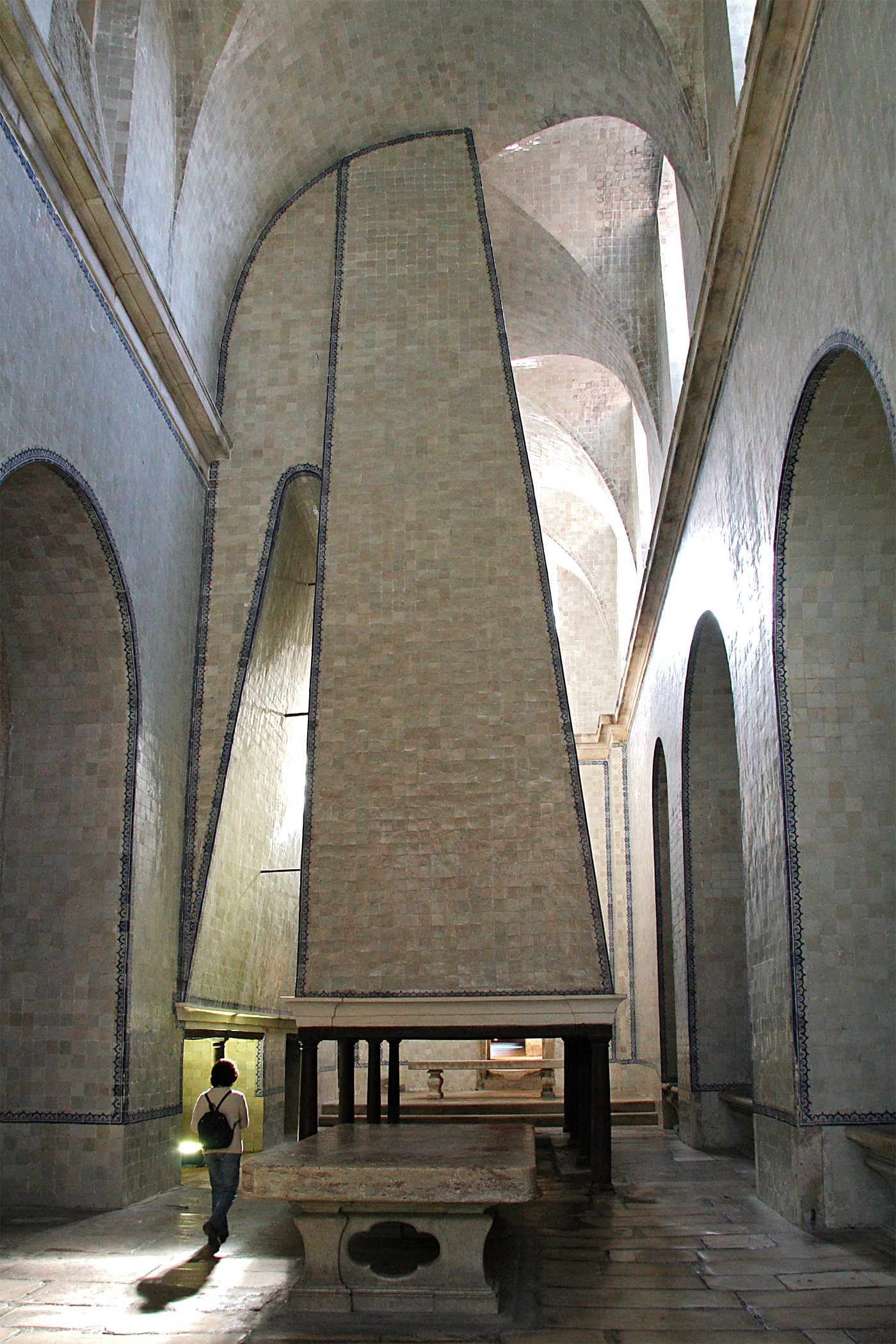
Grill mit Kamin

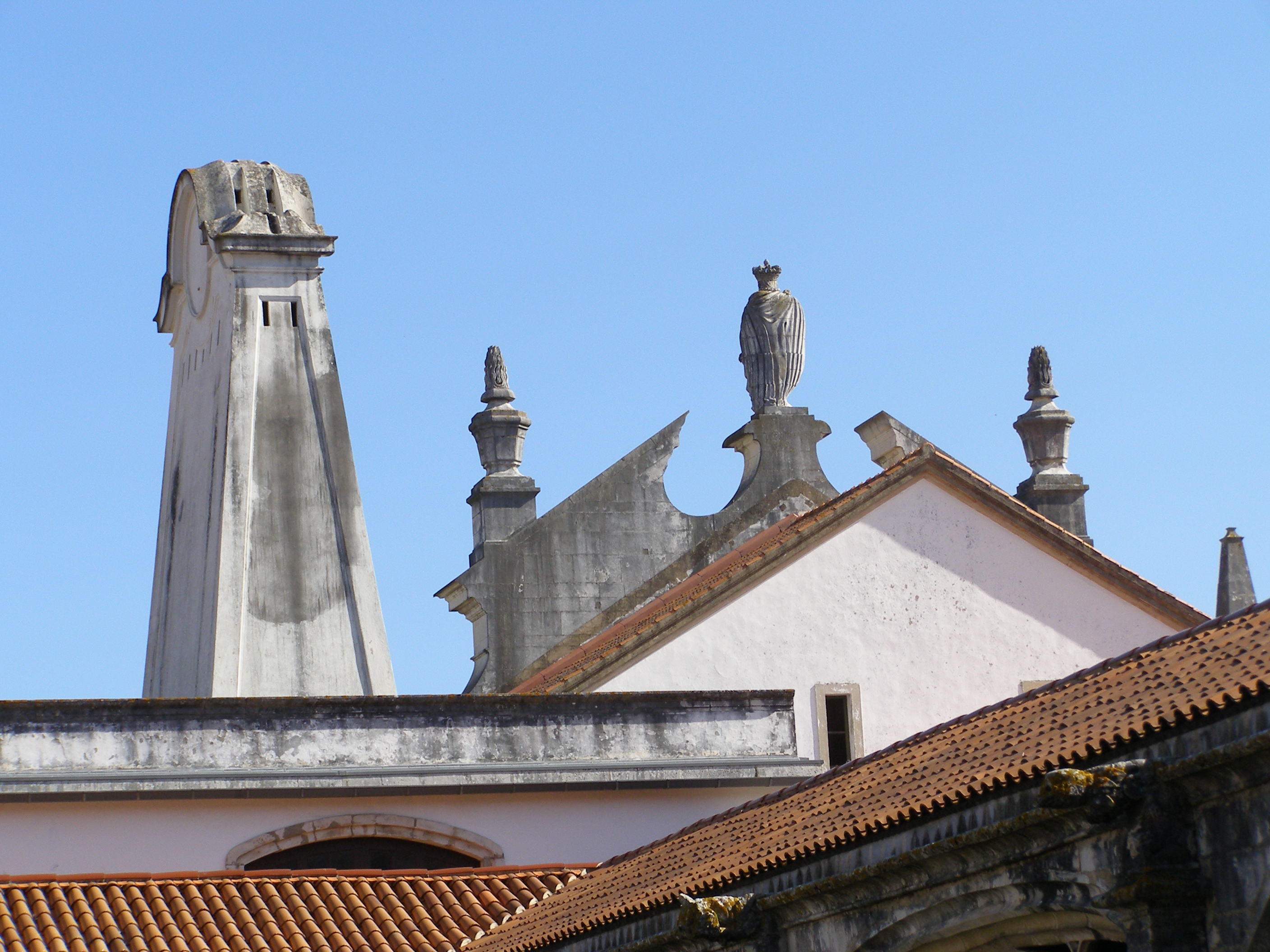
Außenkamin

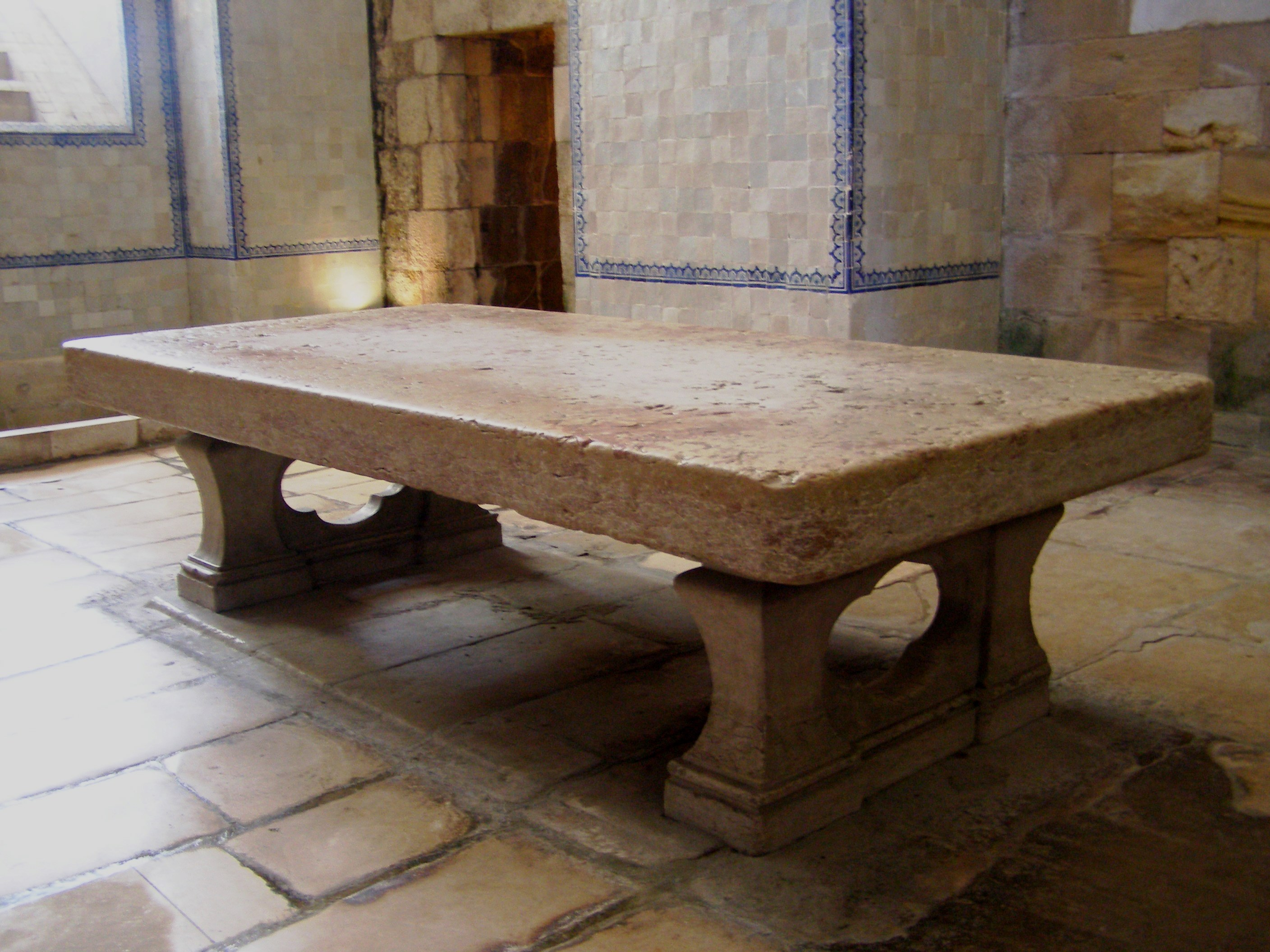
Küchentisch aus Stein

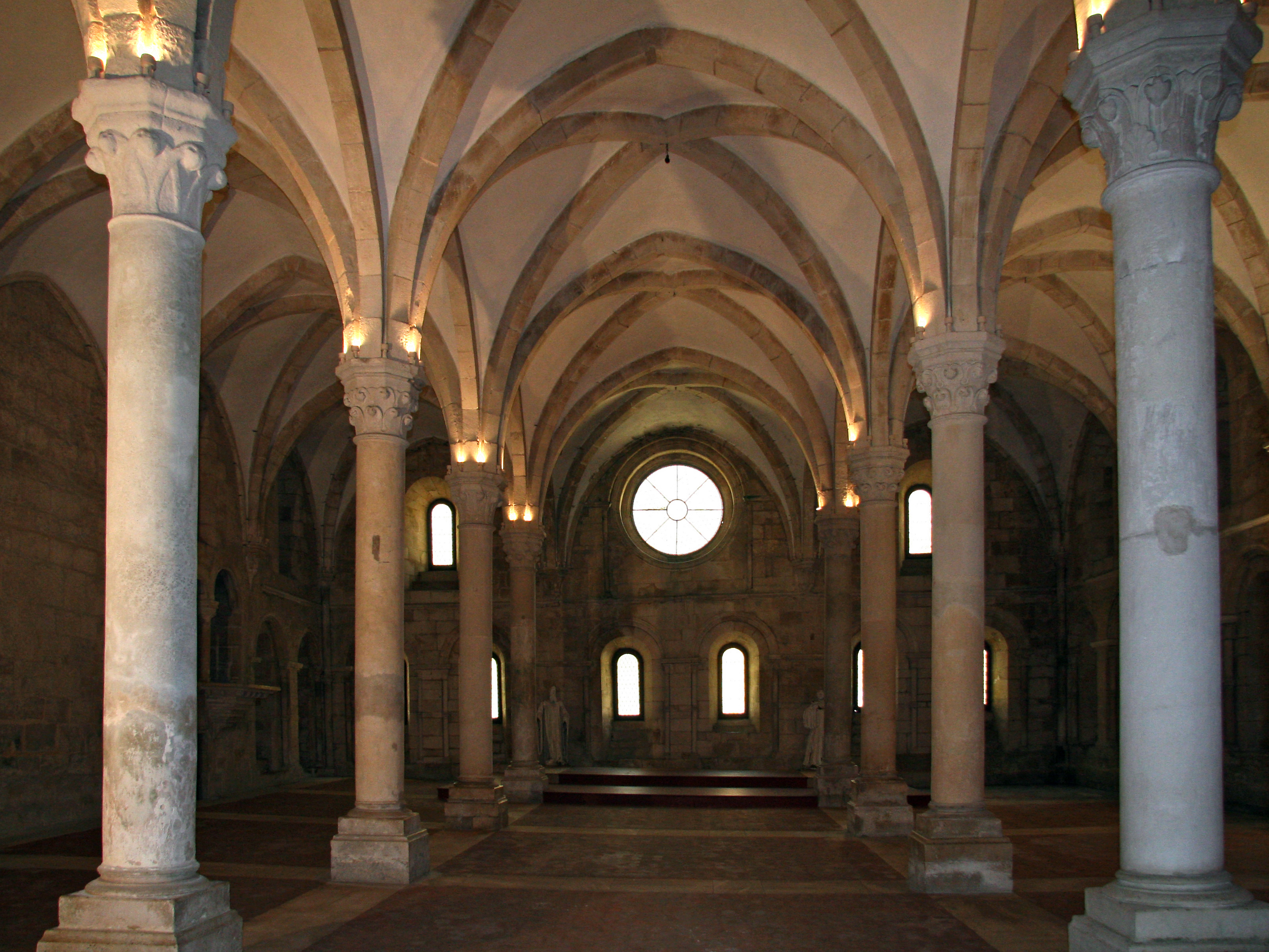
Refektorium

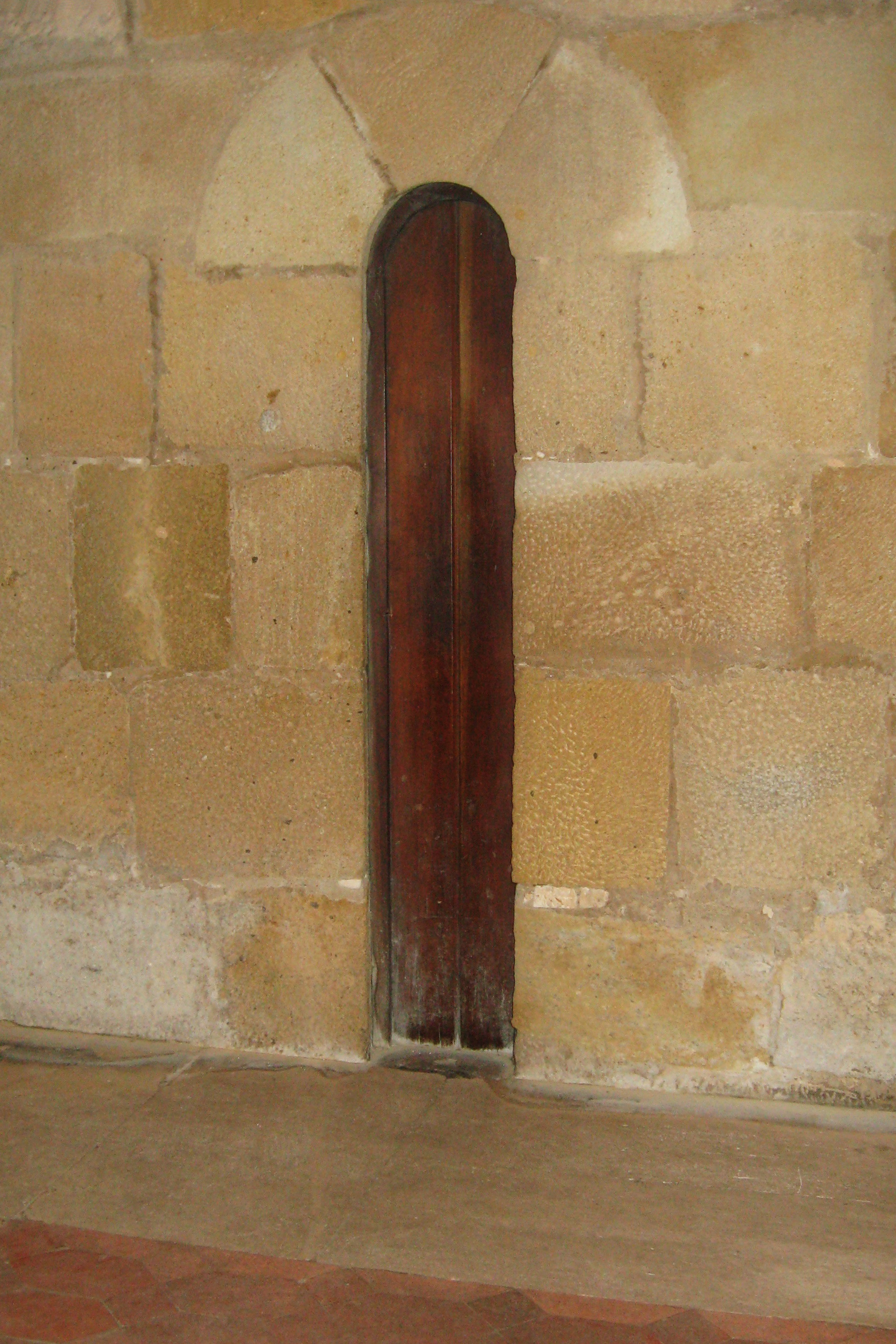
Refektorium Legendäre Fitnessöffnung

Der nördliche Kreuzgang, Claustro do Refeitório genannt, erschloss im Mittelalter vom Osten nach Westen gesehen den neben dem Saal der Mönche liegenden Wärmeraum (Kalefaktorium), das Refektorium mit davor liegendem Lavabo, einem Brunnen zum Reinigen der Hände, und die alte Küche. Sowohl nördlich der alten Küche wie auch nördlich des Wärmeraums lagen jeweils Höfe innerhalb der Gebäudelinie.

##### Alte und neue Küche
König Afonso VI. gab während seiner Regierungszeit (1656–1667) den Auftrag, einen neuen Kreuzgang im nordwestlichen Bereich des Klosters zu errichten, wodurch die westlich des Refektoriums liegende mittelalterliche Küche aufgegeben werden musste. Gleichzeitig hatten sich die Essgewohnheiten der Mönche verändert. Nach der alten Zisterzienserregel war ihnen der Genuss von Fleisch und fetter Speise untersagt, eine Ausnahme war nur bei Krankheit für die Krankenstation erlaubt. Im Jahre 1666 nun hatte Papst Alexander VII. den dreimaligen Verzehr von Fleisch pro Woche erlaubt. Für die Mönche war dies eine gewaltige Änderung, auf die ihre bisherige und wesentlich kleinere alte Küche schon technisch nicht vorbereitet war. Der nunmehr östlich des Refektoriums liegenden neuen Küche musste das Kalefaktorium, der Wärmeraum, weichen. Dies war (neben der Küche) in den Klöstern der einzige beheizbare Raum, in dem im Mittelalter vor allem die Bücher abschreibenden Kopisten im Winter ihre Arbeit verrichteten. Infolge der nunmehr erfolgenden Erweiterung des Klosters um weitere Kreuzgänge bedurfte es seiner aber nicht mehr, zumal der Buchdruck das handschriftliche Kopieren ersetzt hatte. So wurde nun im Bereich des Wärmeraums und des anschließenden Hofes eine neue Küche errichtet, 29 m tief und gut 6,50 m breit, die über beide Stockwerke ging und somit eine Höhe von 18 Metern erreichte. Das genaue Datum des Neubaus ist trotz eines in der Küche angebrachten Datums von 1712 strittig, aber man nimmt an, dass die neue Küche noch vor Errichtung des Kreuzganges des Königs Afonso VI. fertiggestellt war, also eher zum Ende des 17. Jahrhunderts. In der Mitte der Küche wurde ein Kamin über einer Grundfläche von etwa 3 × 8 m errichtet mit einer Höhe von ca. 25 Metern, mit 2 seitlichen Kaminen im Ausmaß von 2,5 m × 1,5 m sowie 4 m × 1,5 m mit gleicher Höhe, in der Dachlandschaft des Klosters nach der Kirche mit ihrem Schiff die höchste Erhebung. Solche Vorrichtungen gab es in Portugal nur noch im Konvent des Christusordens von Tomar und im königlichen Nationalpalast von Sintra. Die Böden das Hauptkamins waren vertieft, um die Glut aufzunehmen, so dass diese Einrichtungen nunmehr – nach jahrhundertelanger Fleischabstinenz – zum Grillen und Garen von ganzen Rindern taugten. Berechnungen haben ergeben, dass die Küche zur Verköstigung von mehr als 500 Personen ausreichte. 1762 gab es in Alcobaça 139 geistliche Mönche, wozu noch die Laienbrüder kamen. Unter dem Boden der Küche fließt eine Ableitung der Levada, des künstlichen Nebenarms des Flusses Alcoa. Das Wasser tritt auf der nördlichen Seite der Küche in einem offenen Gerinne aus, um in ein in den Boden eingelassenes, offenes Becken zu fließen, aus dem Wasser geschöpft werden kann. Der Legende nach sollen die Mönche dort unmittelbar Fische gefangen haben, was aber tatsächlich als unmöglich erscheinen muss. An der westlichen Seite der Küche sind sieben große Steinbecken angebracht, wo aus jeweils zwei Fabelgesichter oder Fratzen darstellenden Ausläufen Wasser in die wannengroßen Becken fließen konnte, gespeist durch ein innerhalb der Wand verlaufendes Gerinne. Dieses Gerinne wurde von einem anderen Wasserzulauf gespeist, der eigens von einer Quelle über eine 3,2 km lange Leitung mit sauberem Trinkwasser versorgt wurde (vgl. u.). 1762 erhielt die Küche ihre heute noch vorhandenen Fliesen, die sowohl Wände wie Decken verkleiden.

##### Refektorium
Westlich neben der neuen Küche liegt das Refektorium, der Essraum für die geistlichen Mönche, eine dreischiffige Halle im Ausmaß von ca. 620 m² (29 × 21,5 m). Über seinem Eingang steht im mittelalterlichen Latein der schwer deutbare Spruch: respicte quia peccata populi comeditis, was heißt: Bedenkt, dass ihr die Sünden des Volkes esst. Der Raum beeindruckt durch seine schönen Proportionen. Er verfügt über Fenster zur Nordseite sowie zur östlich gelegenen neuen Küche hin. Auf der Westseite führt eine Steintreppe zur Kanzel des Vorlesers, der dort während der Mahlzeiten aus Ordenstexten vorlas. Die Mönche saßen dabei mit den Gesichtern zu den Wänden und nahmen schweigend ihre Mahlzeit ein. Der Abt saß mit dem Rücken zur Nordwand und überblickte das Geschehen. Auf der Westseite am südlichen Ende öffnet sich das Refektorium zur früheren mittelalterlichen Küche, heute zu einem Nebenraum, der zum Kreuzgang des Dom Afonso VI. führt. Einige Meter weiter findet sich in derselben Wand noch eine Öffnung, zwei Meter hoch und 32 cm breit. Sie führt zu dem erwähnten Nebenraum und für sie gibt es keine wissenschaftlich haltbare Erklärung. Es hält sich hierzu schon seit langem die Legende, dass diese Öffnung der Gewichtskontrolle der Mönche gedient habe. Sie sollten einmal im Monat durch diese Tür hindurchgehen, was nur mit seitlicher Körperhaltung möglich ist. Scheiterte dies an der Körperfülle, so seien die Betroffenen auf Diät gesetzt worden. Die durch den 1840 erfolgten Umbau des Refektoriums in einen Theatersaal (mit 301 Plätzen, davon 120 auf den Galerien, und 5 Logen) verursachten Schäden konnten weitgehend bei der Restaurierung behoben werden.

##### Lavabo
Gegenüber dem Eingang zum Refektorium befindet sich der Lavabo, was wörtlich übersetzt „Waschraum“ heißt. In der Mitte eines fünfeckigen Pavillons steht ein Brunnen mit laufendem Wasser, in dem sich die Mönche vor dem Essen reinigen konnten. Eine solche Einrichtung ist für Zisterzienserklöster typisch. Auch der Lavabo wird mit Wasser aus der eigenen Zuleitung für Trinkwasser gespeist. Das Dach des Pavillons ist zu einer über eine Treppe vom oberen Kreuzgang zugänglichen Terrasse ausgebaut, auf der sich eine alte Sonnenuhr befindet.

#### Claustro do Poente (westlicher Kreuzgang)
Dieser Kreuzgang erschloss im Mittelalter die Räume der Laienbrüder, die dort ihr Refektorium hatten. Auch befanden sich dort Vorratskammern für das Kloster. Die Laienmönche konnten von dieser Seite über einen eigenen Gang die Kirche betreten, wo sich heute die Eingangstür zum Königssaal befindet. Während der Gottesdienste war ihnen der hintere Teil der Kirche zugewiesen. Ab Mitte des 16. Jahrhunderts wurde der Bereich der Laienbrüder vollkommen umgestaltet. Der spätere Kardinalkönig Henrique I. (Abt in Alcobaça von 1540 bis 1580) errichtete dort nunmehr den Palast des Abtes mit der Anweisung, dass dessen Räume nach seinem Tode als Herberge für Gäste genutzt werden sollten. Nach seinem Tod sind dort neben der Herberge (auch im Obergeschoss), der Schlussfolgerungssaal (Sala dos Conclusões) sowie der Königssaal nachweisbar. Im Sala dos Conclusões waren die Statuen der portugiesischen Könige aufgestellt, die zwischen 1765 und 1769 in den heutigen Königssaal, der zuvor als Kapelle genutzt wurde, umgesetzt wurden. Der Schlussfolgerungssaal diente später als Registratur, in der Neuzeit war dort lange Zeit das Finanzamt untergebracht. Die heute noch erhaltenen 19 Königsstatuen stehen im Königssaal auf Sockeln oberhalb der Türen. An den Wänden des Königssaal ist in aus dem letzten Drittel des 18. Jahrhunderts stammenden Azulejos (blauen Kacheln) die sagenhafte Gründungsgeschichte des Klosters von Alcobaça dargestellt. Dort befindet sich auch die Gruppe der Statuen von Afonso Henriques, des Heiligen Bernhards von Clairvaux und des Papstes Innozenz II. bei der imaginären Krönung des portugiesischen Königs im Jahre 1139.

### Weitere Kreuzgänge

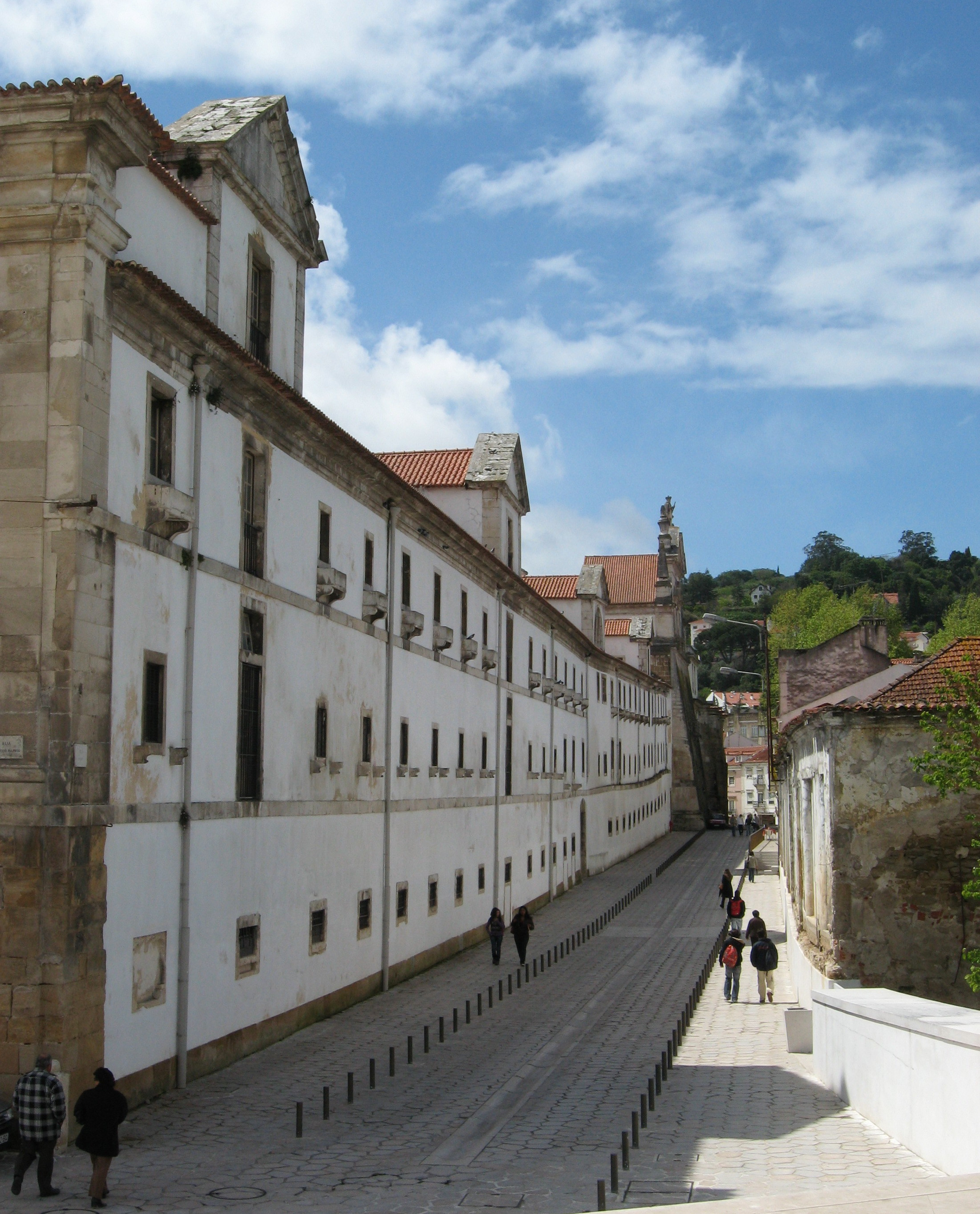
Claustros do Rachadoiro und da Levada, Nordseite

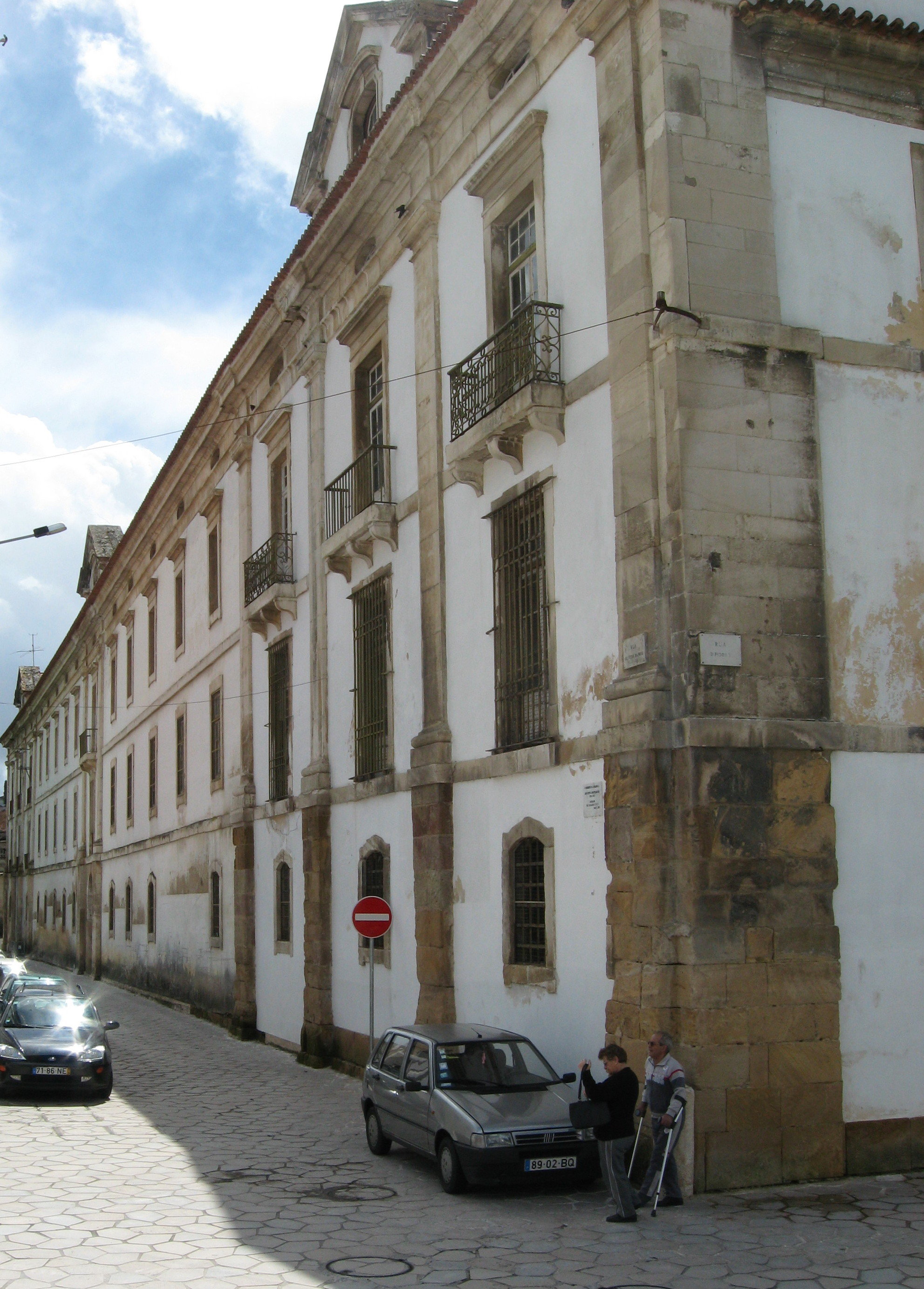
Claustro do Rachadoiro, Ostseite

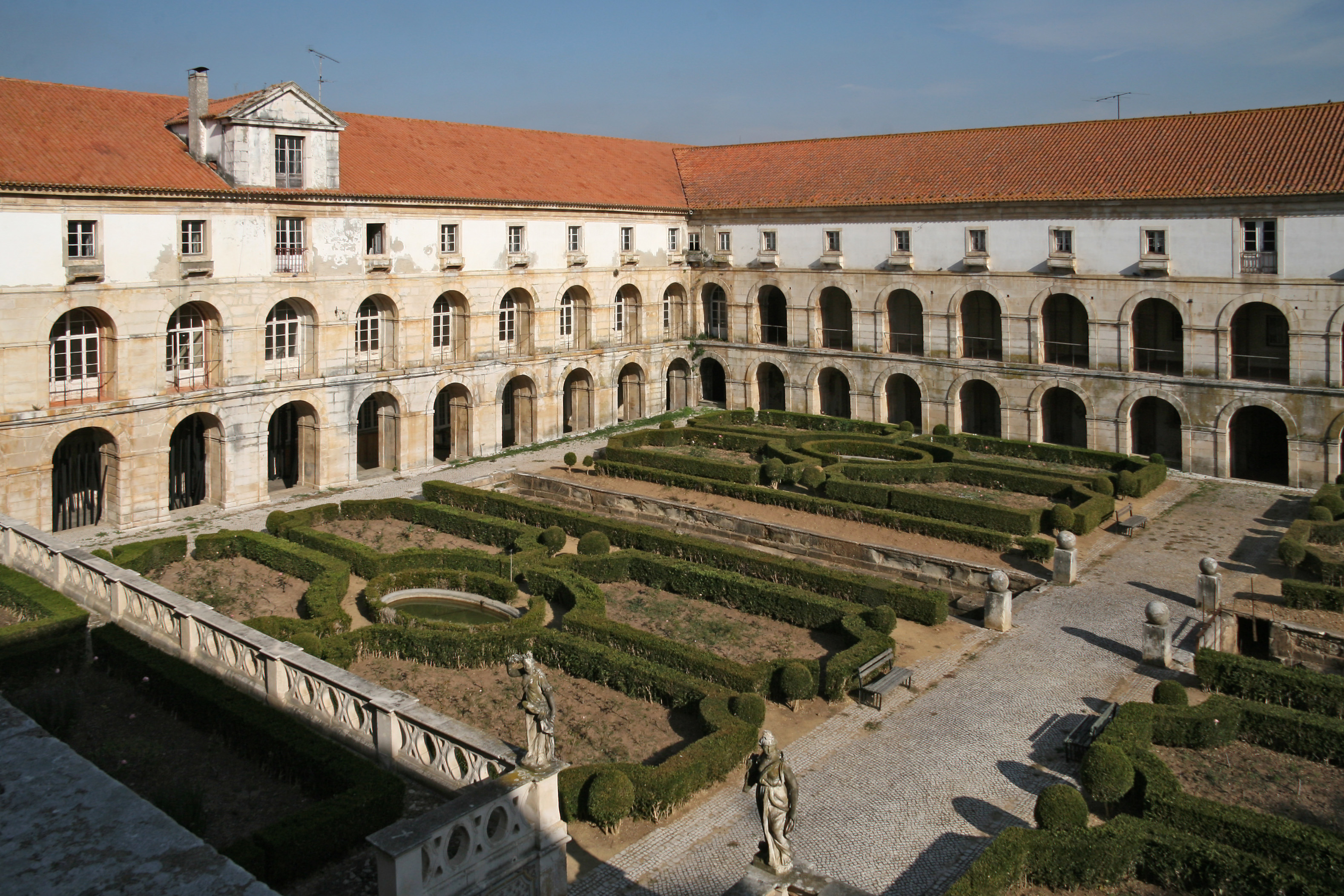
Kreuzgang Levada

#### Claustro da Levada
Ab dem 16. Jahrhundert kam es vor allem infolge der neuen Aufgaben als Autonome Kongregation der Zisterzienser in Portugal zu einer stark ausgeweiteten Bautätigkeit, die über die Erneuerung und Umgestaltung der bestehenden mittelalterlichen Klosterteile wie auch der aufwendigen Neugestaltung der Klosterfront zum Westen hin weit hinausging. Unmittelbar an der Ostseite der nördlich von der Kirche liegenden Anlage wurde der Kreuzgang Claustro da Levada errichtet, der auch Claustro dos Noviços oder Claustro de Cardeal (Kreuzgang des Kardinals) genannt wurde, vermutlich auf seinen Urheber den Kardinalkönig Henrique I. hinweisend. Durch den Hof des Kreuzgangs fließt die Levada, der durch das Kloster geleitete Nebenarm des Flusses Alcoa, der von der Südseite der Sakristei in die Klosteranlage eingeleitet wurde und u. a. zum Betrieb von Mühlenrädern und ähnlichen Einrichtungen diente. Der Kreuzgang sowie die von ihm nördlich, östlich und südlich erschlossenen dreigeschossigen Gebäude (im Westen grenzt er unmittelbar an die mittelalterlichen Gebäude an) wurden 1636 fertiggestellt. Sie beherbergten die Räume des Generalabtes sowie der Novizen, im Erdgeschoss befanden sich auch Werkstätten und die Brennöfen für die Tonskulpturen. Anders als im mittelalterlichen Teil waren nun für die Unterbringung der Mönche Zellen vorgesehen.

#### Claustro do Rachadoiro
Im 17. Jahrhundert wurde wegen des anhaltenden hohen Raumbedarfs dann der Claustro do Rachadoiro, auch Claustro da Biblioteca genannt, errichtet, eine Baumaßnahme, die sich bis ins 18. Jahrhundert hinzog und mit der Errichtung der Bibliothek auf der Südseite des Kreuzgangs im Jahr des Erdbebens von 1755 abgeschlossen wurde. Auch in den von diesem Kreuzgang erschlossenen Gebäuden finden sich Zellen und im Untergeschoss Werkstätten und ähnliche Einrichtungen. Die Bibliothek besteht im Wesentlichen aus einem Saal mit den Maßen von 47,7 m mal 12,7 m. Die Decke war mit einem von Blumenornamenten umrandeten Bild des Heiligen Bernhards von Clairvaux versehen, das im 19. und 20. Jahrhundert infolge von Dachschäden zerstört wurde. Die Bibliothek beherbergte bis zu ihrer Plünderung im Jahre 1833 und der nachfolgenden Überführung der Restbestände in die Nationalbibliothek in Lissabon eine der größten Sammlungen Portugals.

## Umgebung

### Klostermauer

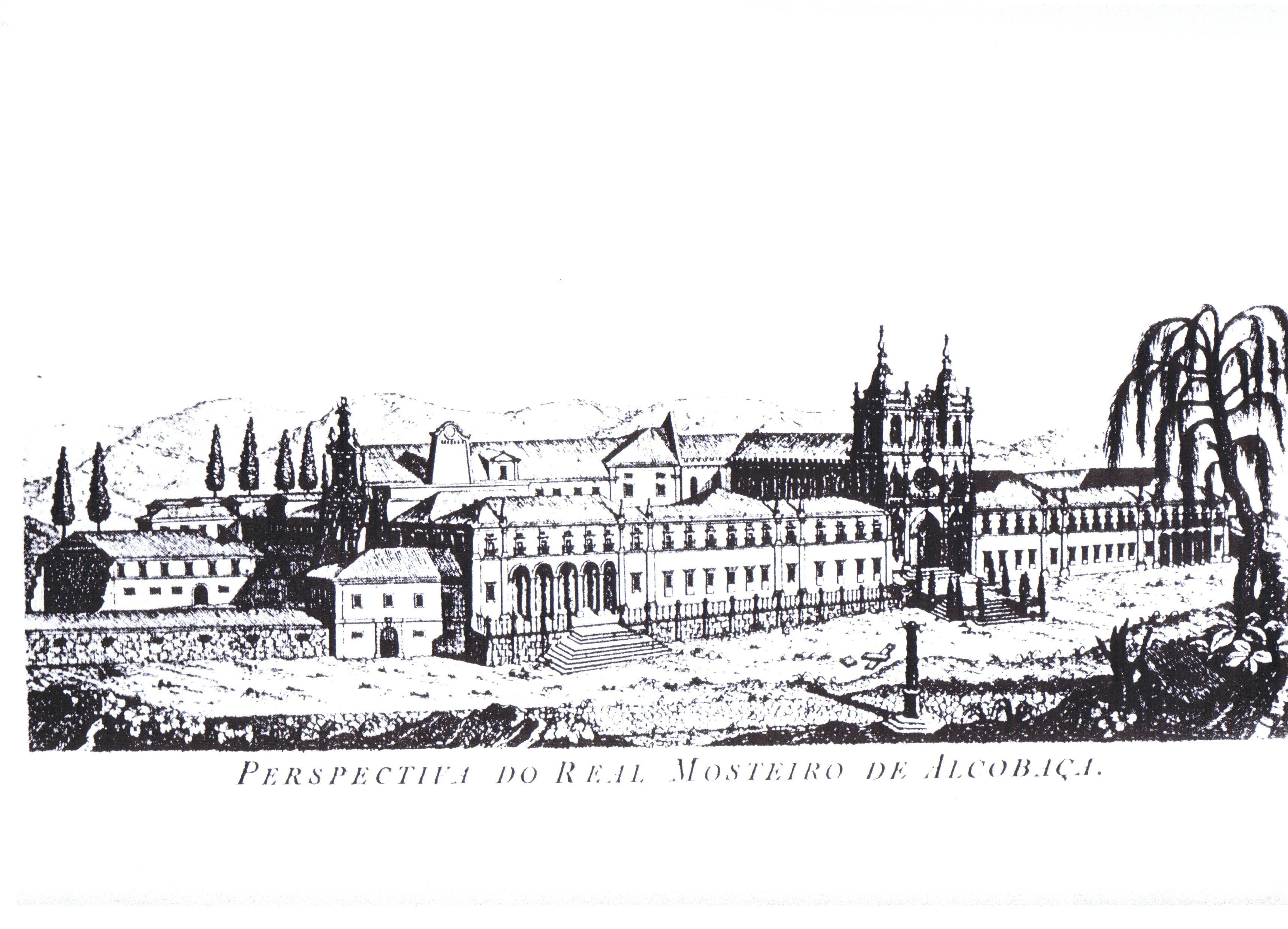
Abtei 1700–1750 mit Mauer

Nach der Regel Benedikts sollte ein Kloster innerhalb seiner Mauern Wasser, Mühle und Garten vereinigen. So war auch die Klosteranlage in Alcobaça, ähnlich wie das Mutterkloster Clairvaux, von einer hohen Schutz-Mauer umgeben, wobei die westliche Klosterfront mit dem Klostervorplatz aber die unmittelbar Grenze bildete. Vermutlich befand sich hier im Mittelalter ein die Anlage schützendes Gewässer. Von der Westfront nördlich verlief die Mauer wohl bis zum aus dem Westen kommenden Fluss Baça, so dass der Zusammenfluss der Flüsse Alcoa und Baça wie auch die alte Abtei innerhalb der Klostermauern lag; nach anderer Meinung befanden sich diese bereits außerhalb der Mauern. Ein Teil dieser Mauer wurde erst 1839 geschleift. Vorhanden sind noch Teile der südlichen Klostermauer, die vom Südflügel am Klostervorplatz ausgeht, jedoch überwiegend in den Erdmassen verschwunden ist, die mit dem Schlamm, der nach der großen Flut von 1772 auch die Klostergebäude bedeckte, aufgetürmt wurden. Diese Mauer entfernt sich mehrere hundert Meter von der Südfront des Klosters, wo sie dann auf den das Kloster ursprünglich mit Wasser und Wasserkraft versorgenden Nebenarm des Alcoa, die Levada, trifft. Auch dort sind noch Reste der alten Mauer erkennbar und Überbauten der Levada vorhanden. Der Verlauf der Begrenzung des Klosters auf der Ostseite, wo auch der Alcoa verläuft, ist nicht gesichert. Bei der hier abgebildeten Darstellung eines unbekannten Künstlers aus der ersten Hälfte des 18. Jahrhunderts wurde die bereits damals vorhandene Umgebungsbebauung weggelassen.

### Die südlichen Klostergärten

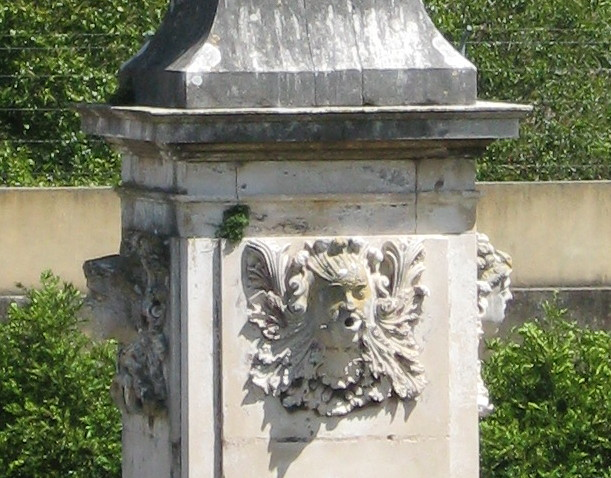
Detail Obelisk, 16. Jahrhundert

Zwischen der südlichen Klostermauer und dem Kloster befanden sich noch im 18. Jahrhundert aufwendige Gartenanlagen, die „Französischen Gärten“, von denen noch eine elliptisch geformte Brunnenanlage sowie ein Obelisk erhalten sind. Diese Anlagen dürften aus der gleichen Zeit wie die ab Ende des 16. Jahrhunderts im Wesentlichen unter Einfluss des Barocks stehenden begonnenen Modernisierungen auf der Westseite stammen. Besucher aus dem 18. Jahrhundert rühmten diese Gärten. Die Levada floss durch diese Gärten. Am Ufer der Levada gab es vier Plätze mit Brunnen, die als Lehrplätze für die Novizen galten. Der letzte ist mit einem solchen kleinen Brunnen noch vorhanden.

### Friedhöfe
Auf der unmittelbaren Südseite des Querhauses der Kirche soll sich der Friedhof der Mönche befunden haben, weswegen die dort hinausführende Tür auch Porta da Morte genannt wird. Dort steht auch die Capella de Nossa Senhora do Desterro (Maria auf der Flucht nach Ägypten gewidmet) aus dem Jahre 1716. Nach Schließung des Klosters befand sich hier auch einige Jahrzehnte lang der Friedhof der Bürger von Alcobaça.

### Landwirtschaft
Nördlich vom Kloster und zu den Flüssen Alcoa und Baça hin befanden sich die landwirtschaftlichen Einrichtungen des Klosters. Von ihnen sind Reste in den vorhandenen Gebäuden am Praça de Dom Afonso Henriques vorhanden, so die beiden dortigen tunnelartigen Tordurchführungen (Cister- und Claraval–Tore genannt). In diesen Gebäuden waren die Pferde und Kutschen des Klosters untergebracht.

## Das Bewässerungssystem des Klosters

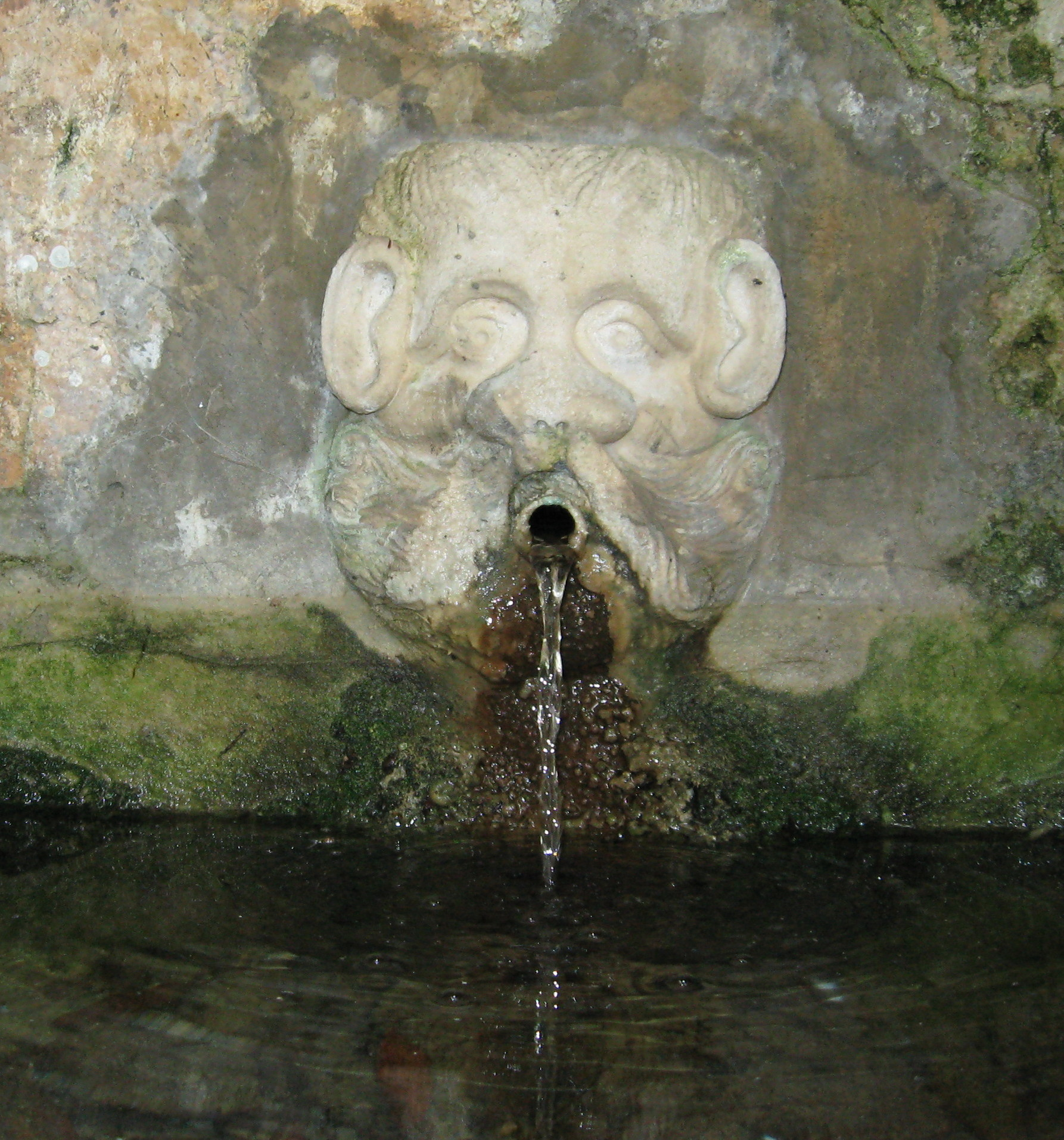
Wasserspeier 16. Jahrhundert, Wasserleitung

Bereits die Abadia Velha, das erste provisorische Kloster, wurde am Ufer des Flusses Alcoa errichtet. Über einen künstlich angelegten Nebenarm dieses Flusses, die Levada, wurde das Kloster dann später mit Wasser und Wasserkraft versorgt. Möglich erscheint nach den Ergebnissen neuerer Untersuchungen auch, dass der Fluss Alcoa verlegt, bzw. begradigt wurde und Teile seines alten Bettes zum Ausbau der Levada genutzt wurden. Auffällig ist indessen, dass die Mönche offensichtlich schon sehr früh für ihr Trinkwasser eine eigene Versorgung aufgebaut haben. So wurde in Chiqueda, das am Oberlauf des Flusses Alcoa liegt, eine Quelle gefasst und deren Wasser über 3,2 km unterirdisch und teilweise in begehbaren Tunnelgängen in dort verlaufenden offenen Gerinnen mit einem mittleren Gefälle von 0,25 % zum Kloster geleitet. Damit wurden der vor dem Eingang zum Refektorium liegende Lavabo, wo sich die Mönche reinigen konnten, sowie die Küche versorgt. Innerhalb der Klostermauer gab es auch mehrere Brunnen, bei denen dieses saubere Wasser hervortrat, wie bei dem abgebildeten Wasserspeier vermutlich aus dem 16. Jahrhundert. Es liegt die Annahme nahe, dass durch die unterirdische Führung auch die Trinkwasserversorgung in Krisenzeiten sichergestellt werden sollte. Entsprechende unterirdische Zuflüsse aus weiter entfernten Quellen über in begehbaren Tunnelgängen verlegten Gerinnen gab es auch von der unmittelbaren Südseite her, wo Teile dieser Gänge noch vorhanden sind. Vermutlich dienten sie der Versorgung des Klosters mit Quellwasser, bevor die neue Wasserleitung aus Chiqueda gebaut wurde. Solche unterirdischen Einrichtungen sind auch auf der Nordseite des Klosters in Richtung Vestiaria bekannt.